# Arthur Rubinstein
Pour les articles homonymes, voir Arthur B. Rubinstein et Rubinstein.
Ne doit pas être confondu avec Anton Rubinstein.
Répertoire
Arthur (ou Artur) Rubinstein est un pianiste polonais naturalisé américain, né le 28 janvier 1887 à Łódź (Empire russe, actuelle Pologne) et mort le 20 décembre 1982 à Genève (Suisse).
Artiste mondain, très médiatisé et populaire, un des musiciens ayant donné le plus de concerts au cours de cette période, il figure parmi les plus grands pianistes du XXe siècle.
Refusant de s'enfermer dans une case, Rubinstein couvre un large répertoire qui s'enrichit tout au long de sa carrière. Il fait partie des grands pianistes romantiques : il est considéré, en particulier, comme étant l'un des meilleurs interprètes de la musique de Chopin mais ses interprétations de Brahms, Beethoven ou Schumann par exemple sont aussi très réputées. Rubinstein joue aussi des œuvres du répertoire plus récent, de compositeurs tels que Villa-Lobos, Debussy, Ravel, De Falla, Albéniz ou Saint-Saëns. Enfin, le Polonais est un grand admirateur de Mozart auquel il reste très attaché tout au long de sa vie. 
Arthur Rubinstein n'a aucun lien de parenté avec le pianiste et compositeur russe du XIXe siècle Anton Rubinstein (1829-1894), bien que la confusion fût très fréquente au tout début de la carrière du pianiste du XXe siècle.

## Biographie

### Enfant prodige

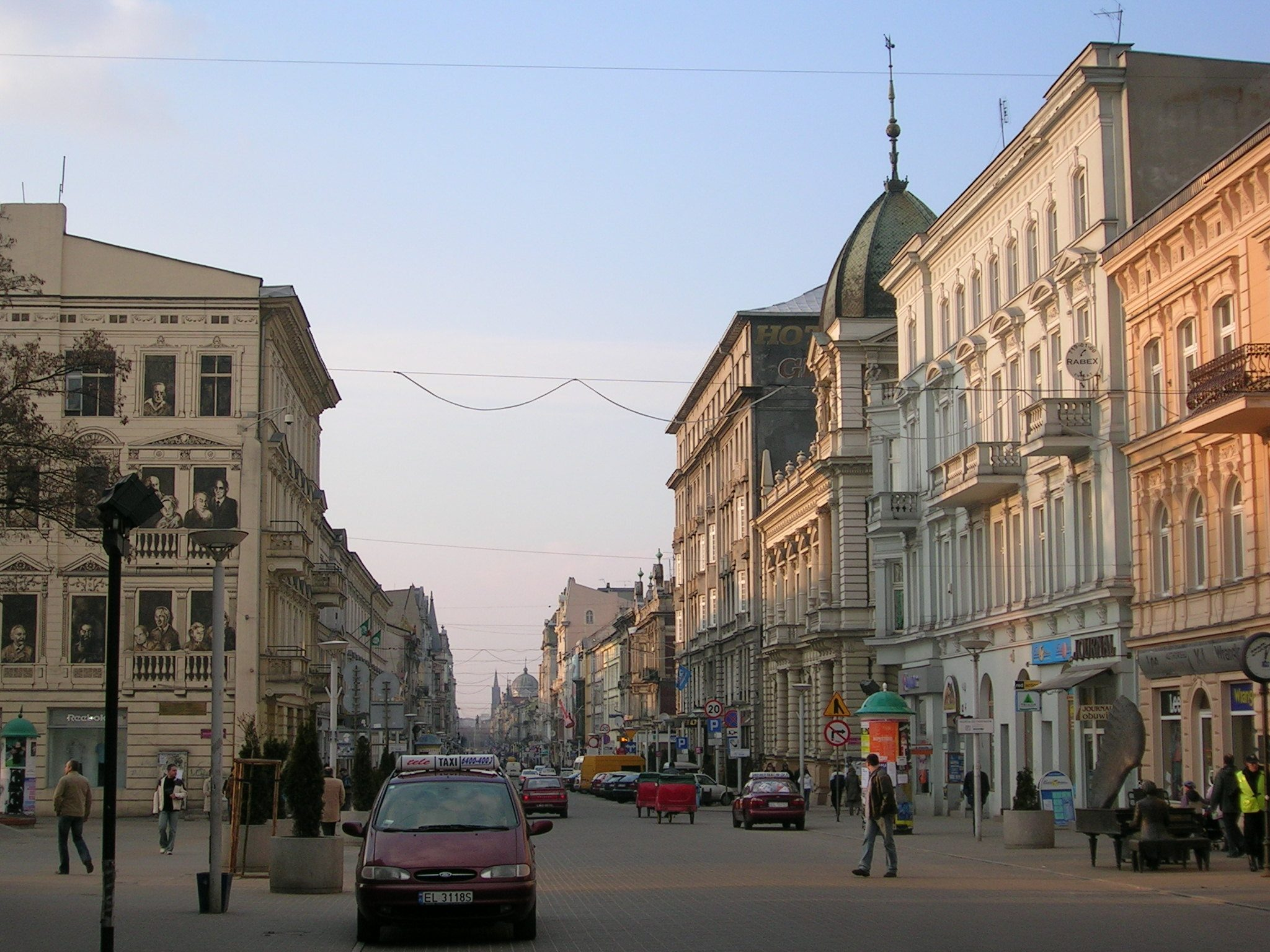
Rue de Piotrkowska à Łódź, où grandit Rubinstein.

Né dans une famille de tisserands polonais de la ville de Łódź, en Pologne alors intégrée à l'Empire russe, Arthur Rubinstein est issu d'une famille de confession juive. Sa mère, Felicja, est née à Łódź en 1852 où elle a rencontré son futur mari. Ce dernier, Izaac, a vu ses parents tués par les Russes durant l'insurrection polonaise de 1863 ; il errait dès lors en Pologne avant de finalement s'installer à Łódź, attiré par la croissance de la ville dans les années 1860. Le couple, qui n’est par ailleurs absolument pas musicien, se marie en 1870 et donne naissance à sept enfants — trois filles et quatre garçons —, Arthur étant le dernier de la fratrie, né en 1887. Bien que l'artiste ait tenté, par la suite, de décrire sa ville natale avec une certaine poésie, Łódź est alors en réalité une ville de travailleurs, industrielle, lugubre, sale, malodorante (il n'y a pas de tout-à-l’égout par exemple) et où la contestation sociale gronde.
Pendant que sa sœur aînée prend des leçons de piano sans manifester un grand intérêt, le jeune Arthur, âgé seulement de 4 ans, essaie de restituer les mélodies familières sur les touches. À cet âge, le garçon joue avec beaucoup plus d'aisance que ses sœurs plus âgées et qui prennent des cours depuis plusieurs années déjà. Il joue à l'oreille, mémorisant et comprenant les partitions à une vitesse prodigieuse. Mais son père préfère qu'Arthur devienne violoniste, instrument à l'époque considéré comme plus noble que le piano. Ses parents doivent néanmoins rapidement s'incliner devant le talent indiscutable et l'amour qui émane de l'enfant quand il joue du piano. Ils décident donc de le conduire à Aleksander Różycki (1845-1914), un professeur de piano respecté mais sans trop de succès, car celui-ci dort constamment pendant les leçons d'Arthur. Ses parents n'abandonnent cependant pas.
Rubinstein donne son premier concert dans sa ville natale en 1894 à l’âge de 7 ans et, en 1898, le violoniste Joseph Joachim remarque son talent lors d'une interprétation du Rondo no 3 de Mozart : il décide alors de le prendre sous sa protection, l’envoie étudier à la Hochschule für Musik de Berlin et le recommande au professeur de piano Karl Heinrich Barth. Le jeune Polonais y apprend lors d'études exigeantes qui durent sept ans toutes les bases nécessaires pour devenir pianiste virtuose. Il entame sa carrière dans la capitale allemande et commence très vite à jouer dans d’autres pays, notamment en Pologne. Pendant son adolescence, il ne va pas au lycée, mais son précepteur lui donne une culture si solide que, dès ses 14 ans, il lit les littératures polonaise, russe, française, anglaise et allemande dans le texte.

### Laborieuse marche vers la reconnaissance

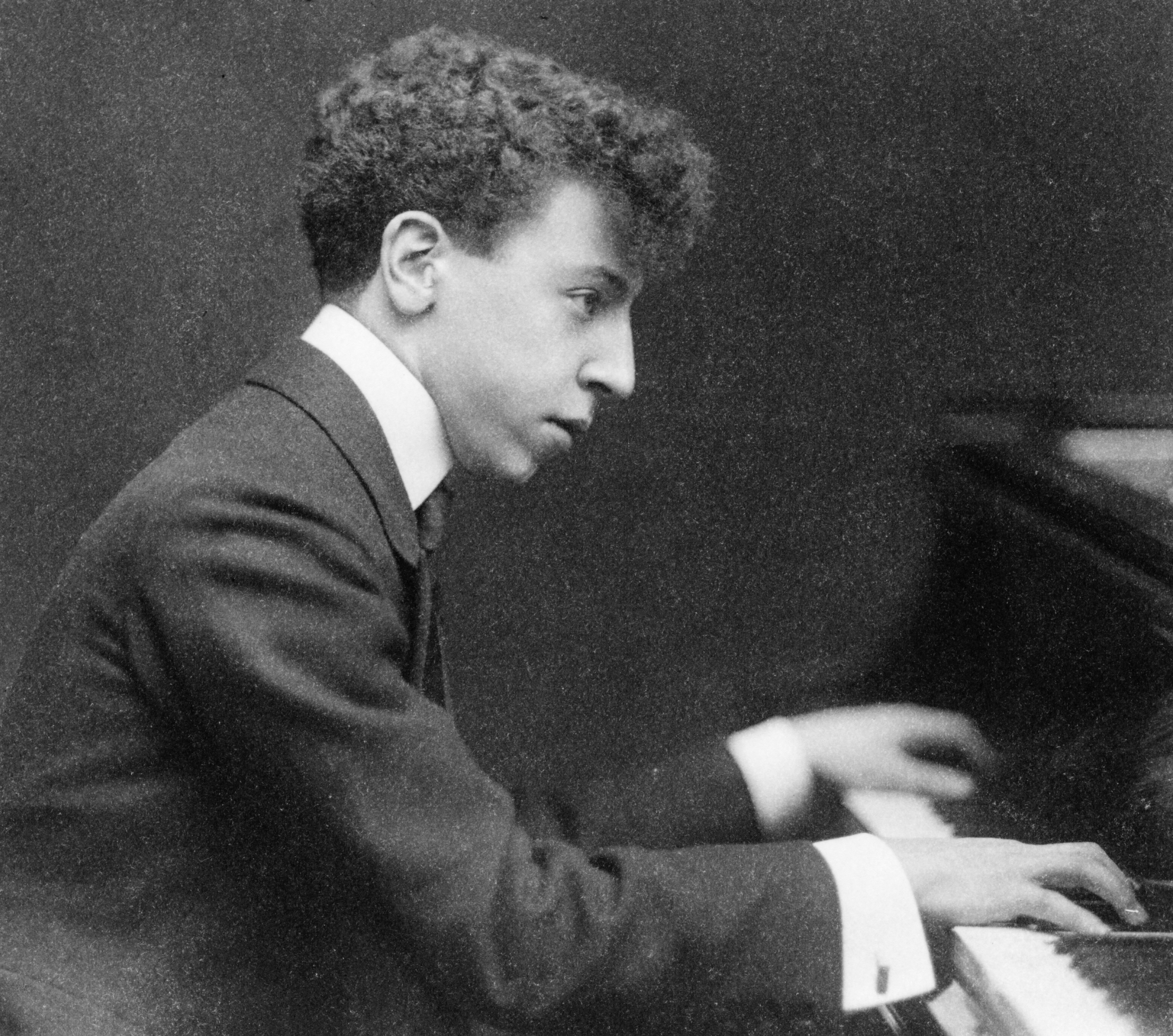
Rubinstein en 1906, à 19 ans.

En 1904, à 17 ans, il se rend à Paris où il rencontre Maurice Ravel et Paul Dukas entre autres. Parmi les morceaux qu'il joue lors de son premier concert au Nouveau-Théâtre (correspondant aujourd'hui au théâtre de Paris) figure le Concerto pour piano no 2 de Camille Saint-Saëns : le compositeur assiste à la répétition générale et se montre très enthousiaste quant à la prestation du jeune pianiste polonais. 
En 1906, Rubinstein fait ses débuts aux États-Unis avant de s'installer à Paris au 25, rue Lauriston. En 1908, sa situation personnelle se dégrade jusqu’à lui sembler inextricable : la femme dont il est épris lui échappe, il se retrouve profondément seul dans un hôtel à Berlin, très endetté, sans horizon. Devant ce néant apparent, il tente de mettre fin à ses jours mais la tentative échoue — le nœud de la ceinture utilisée pour se pendre n'a pas tenu. Il relate dans ses Mémoires, de manière peut-être quelque peu romancée, s'être mis au piano presque tout de suite après sa tentative, en retrouvant chaleureusement sa musique tant aimée. Par ailleurs, il confiera plus tard que cet événement a représenté un nouveau départ dans sa vie, prélude d'une véritable résurrection. 
Dès lors, débute une vraie carrière internationale entre les États-Unis, l’Australie, l’Italie, la Russie et la Grande-Bretagne. 

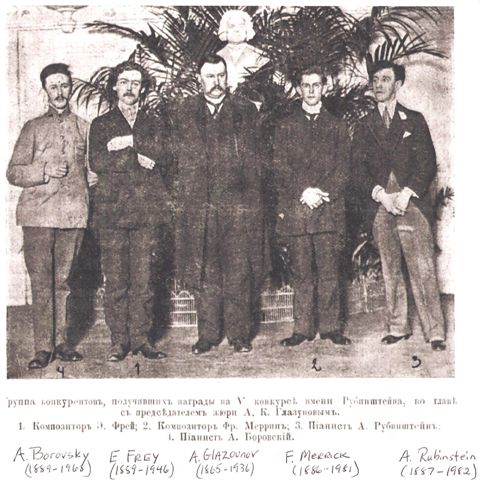
Les participants de la compétition Anton-Rubinstein, en 1910 (Arthur Rubinstein est tout à droite).

En 1910, il se déplace à Saint-Pétersbourg afin de participer à la compétition fondée dans cette ville par Anton Rubinstein (en transgressant les lois russes de l'époque, lesquelles interdisent à ce Juif polonais de rester plus d'une journée sur place) : s'il ne reçoit pas le premier prix, il bénéficie cependant d'une mention spéciale qui lui ouvre la porte à une coopération avec le grand chef d'orchestre Serge Koussevitzky et des concerts qu'il honore début 1911, mais la Première Guerre mondiale puis l'installation du régime soviétique vont l’empêcher, jusqu'en 1932, de revenir jouer dans le pays.
Durant la Première Guerre mondiale, il vit surtout à Londres où il donne des récitals et accompagne le violoniste Eugène Ysaÿe.  
En 1915, le pianiste polonais part en Espagne donner un concert à San Sebastián, en remplacement d'un Français mobilisé. Il joue, entre autres, le Concerto no 1 de Brahms dont l'excellente interprétation conquiert immédiatement les critiques présents : sa renommée est faite et lui permet alors d'entamer une grande tournée dans le pays, entre 1916 et 1917, allant jusqu’à véritablement quadriller toute l'Espagne. Cet épisode lance finalement la carrière internationale de Rubinstein et lui donne un début de notoriété dans le monde des pianistes classiques. Il reconnaît cependant que son succès est aussi dû à la guerre qui, en obligeant nombre de pianistes européens à partir au front, lui laisse un pays sans concurrence notable. 
Fort de cette reconnaissance, Rubinstein se voit proposer un contrat en 1917 pour une tournée en Amérique latine, qu'il accepte sans hésiter. Il débarque ainsi à Buenos Aires avec, dans ses valises, une lettre de recommandation que lui avait écrite une danseuse de flamenco espagnole à l'attention du patron d'un important journal local La Nación. Il s'avère que ce dernier est follement amoureux de cette danseuse et, quand il lit la lettre que lui apporte Rubinstein, il fait immédiatement publier en première page de son journal un très élogieux portrait du pianiste polonais. L'arrivée de ce dernier en Amérique latine se fait dès lors sous les meilleurs auspices, la publicité faite est miraculeuse : le premier concert — des œuvres de Bach, Beethoven, Chopin, Albéniz, Ravel et Liszt — est un triomphe. 
Se déclarant profondément dégoûté par l'attitude de l'Allemagne durant ce premier conflit mondial, il va à jamais refuser de se produire dans ce pays, donnant toutefois des concerts aux frontières de la nation germanique pour le peuple allemand qui goûte son art (la dernière représentation de Rubinstein outre-Rhin date donc de 1914). Le biographe et musicologue Harvey Sachs propose une autre raison pour expliquer ce refus de jouer en territoire allemand : il met en avant l'attitude paradoxale de Rubinstein concernant la musique germanique ; si, d'une part, il a reçu à Berlin sa formation et apprécie les compositeurs de langue allemande (Mozart, Brahms ou Schubert), il est, d’autre part, très méprisant vis-à-vis d’interprètes comme Artur Schnabel ou Edwin Fischer. Sachs en déduit que le pianiste polonais, n'ayant pas réussi à percer dans ce pays durant les premières décennies de sa carrière, entretient un sentiment d'infériorité envers ces interprètes, expliquant ainsi sa volonté de ne plus jouer en Allemagne,. 
Peu après la guerre, le pianiste se rend une première fois à Rio de Janeiro, où il rencontre Paul Claudel, qui y est ministre plénipotentiaire, ainsi que Darius Milhaud, à l'époque secrétaire particulier du premier ; Rubinstein reste ensuite en relation avec les deux. Par ailleurs, son séjour dans la ville brésilienne est un grand succès puisque ses concerts sont particulièrement prisés du public.  
En 1919, Rubinstein entame une tournée en Grande-Bretagne, accompagné de la soprano Emma Calvé et du ténor Vladimir Rosing (en).
Les voyages successifs que le pianiste entreprend en Amérique latine lui permettent de devenir un spécialiste de la musique latino-américaine.
Rubinstein retourne une seconde fois à Rio de Janeiro en 1920. Si le séjour se passe globalement mal — il rencontre la féroce concurrence d'un autre pianiste, le Roumain George Boskoff, et se fait escroquer sur la recette des billets de ses concerts —, il en retiendra pourtant un souvenir des plus enchantés. En effet, des connaissances brésiliennes pressent le Polonais de venir écouter un étrange compositeur dont le génie, disent-ils, n'a d'égal que l’émancipation créative. Cet artiste n'est autre que Villa-Lobos, qui gagne alors laborieusement sa vie en tant que violoncelliste dans la fosse d'un obscur cinéma de la ville ; Rubinstein vient l'écouter et découvre, subjugué, son Amazone. Le premier contact entre les deux hommes est cependant tendu puisque le Brésilien est hostile, de facto, à toutes les personnes émanant du monde de la musique savante académique. Cela n'empêche cependant pas Villa-Lobos de se déplacer quelques jours plus tard, accompagné de quelques autres musiciens, à l'hôtel du pianiste polonais pour lui présenter ses compositions : dans l'étroitesse de la chambre, le concert improvisé finit de convaincre Rubinstein du talent du Brésilien, qu'il qualifie de « grand compositeur » et dont il apprécie beaucoup l'originalité et la palette très colorée. Le compositeur et le pianiste passent la journée ensemble et deviennent rapidement amis ; Villa-Lobos lui raconte sa vie de misère et sa vision musicale, alimentée par la riche musique folklorique brésilienne. Définitivement conquis, Rubinstein décide alors de jouer ses œuvres lors de ses concerts et, malgré les réactions très hostiles qu'il rencontre dans un premier temps — il se fait huer et reçoit des lettres très virulentes à l'encontre de cette musique qui n'a rien à voir avec celle jouée dans les conservatoires —, il ne se décourage pas. Finalement, les années passant, le Polonais fait connaître ces compositions à l'international, permettant au compositeur de lancer sa carrière. Villa-Lobos, très reconnaissant, lui dédiera par la suite un morceau, Rudepoêma. 
Rubinstein voyage aux États-Unis en 1921 pour y donner deux tournées de concerts, en particulier à New York, en compagnie de Karol Szymanowski ainsi que son proche ami Paul Kochanski. 
En 1923 ou 1924, Rubinstein loge à Paris, où il loue deux chambres à l'hôtel Majestic. Cette situation provisoire l'empêche de s'installer, la grande majorité de ses affaires restant enfermées dans de grosses malles de voyage. Il apprend cependant que Pierre Fresnay déménage de son pavillon à Montmartre, au 15, rue Ravignan : Rubinstein saute sur l'occasion et reprend la location de l'habitation. L'artiste apprécie en effet la vie artistique et intellectuelle toujours en ébullition du quartier. Il y reste dix ans, dont cinq avec sa femme Nela et ses deux premiers enfants, mais la famille devra cependant déménager lorsque le pavillon est devenu trop exigu, à la naissance du troisième enfant du couple.

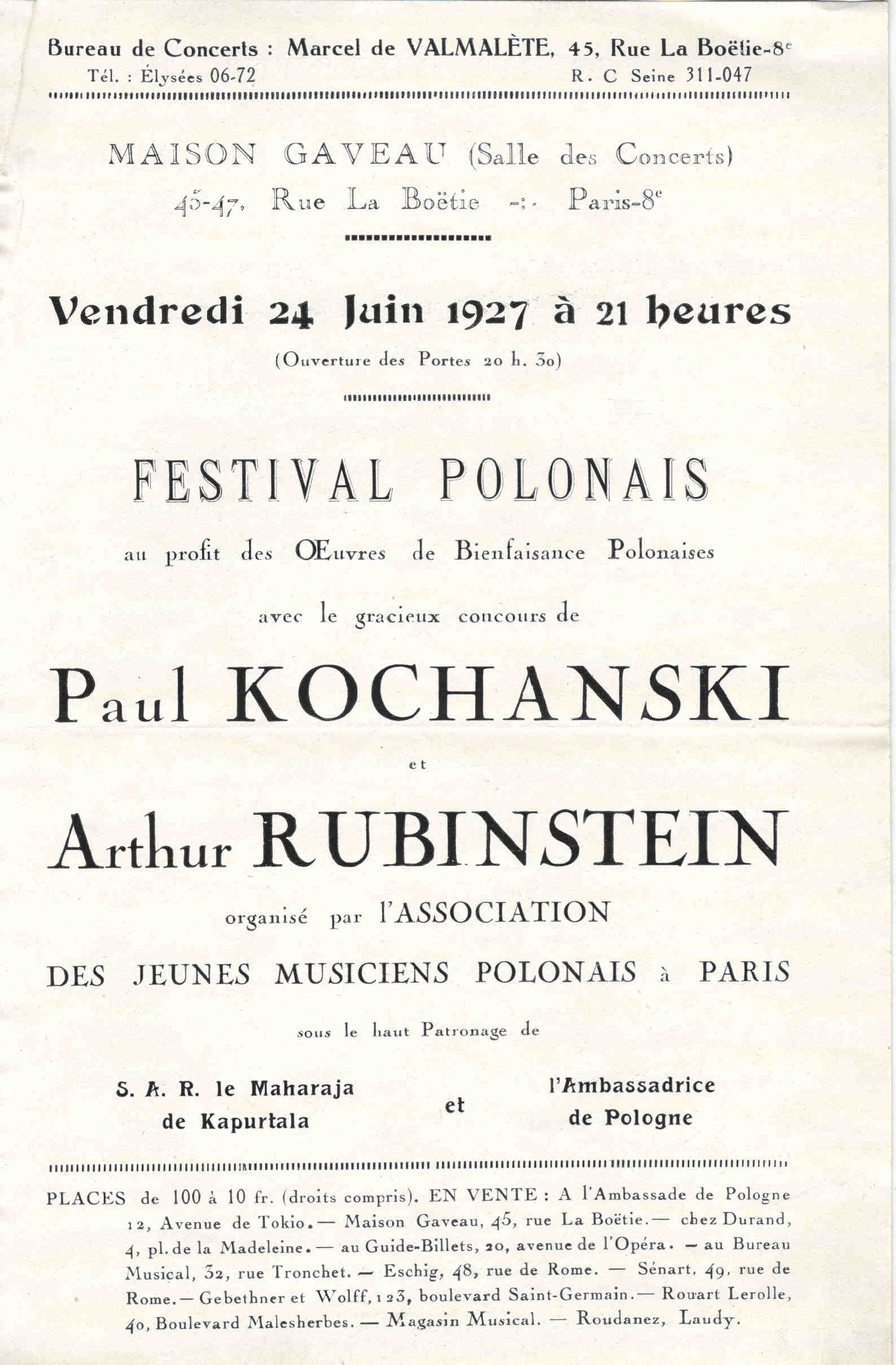
Affiche d'un concert de musique polonaise auquel Rubinstein participe, en 1927 à Paris.

### Tournant des années 1930, l'accès à un triomphe mondial éclatant au grand jour
Il faut attendre les années 1930 pour que le pianiste jouisse vraiment d'une renommée internationale. En effet, jusqu'à cette date, les grands interprètes que sont Sergueï Rachmaninov et Josef Hofmann font de l'ombre à Rubinstein, et plus globalement à tous les autres pianistes. Mais les années 1930 marquent la fin de carrière de ces deux géants, et laissent la place aux « jeunes ». Or, la plupart sont peu intéressants et ont tendance à brutaliser l'instrument. Avec son tempérament romantique, Rubinstein trouve alors sa place : à la fois successeur des pianistes post-romantiques et représentant d'une nouvelle génération.
Durant l'automne 1931, Rubinstein passe en Pologne pour une série de concerts à Łódź et Varsovie. Il revoit son ancien ami Gregor Piatigorsky ainsi que sa compagne d'alors, Nela. Rubinstein et cette dernière entament une liaison et se marient quelques mois plus tard, en 1932.
Le pianiste passe ses vacances d'été 1934 à Saint-Nicolas, en France, accompagné de Nela, leur bébé Eva qui a alors un an et la nurse Karola. Dès le lendemain de l'arrivée, les hôtes du musicien lui trouvent un piano, situé dans une étable non loin de son lieu de résidence afin qu'il puisse continuer de jouer. Rubinstein porte depuis quelque temps un jugement sévère sur sa propre technique qu'il juge comme une « tricherie et une façade [bonne qu'à] aligner des bruits stupides » — certains critiques lui adressaient en effet ce genre de reproche — et il met un point d'honneur à rehausser sa maîtrise technique. C'est ainsi qu'il s’astreint, toutes les nuits jusqu’à parfois deux ou trois heures du matin, à un entraînement acharné et intensif dans son étable ; moments durant lesquels il confiera par la suite avoir redécouvert les morceaux qu'il pensait pourtant très bien connaître et avoir redéfini son rapport à la musique, à tel point qu'il parle de cette période d'entraînement comme d'un tournant dans sa carrière.

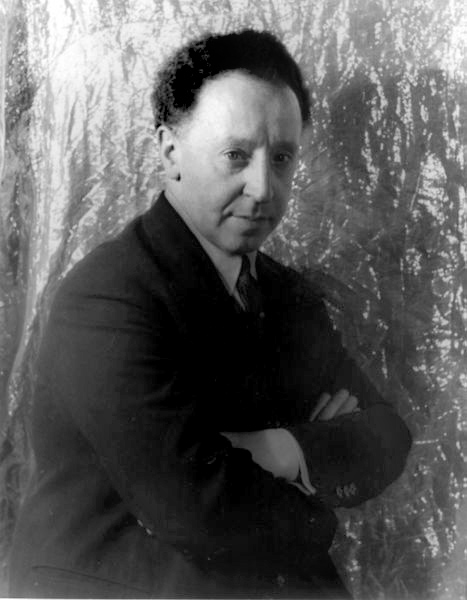
Arthur Rubinstein
photographié par Carl Van Vechten (1937).

Rubinstein repart une nouvelle fois en tournée aux États-Unis en 1937. Le talent du musicien est alors entièrement reconnu et le pianiste loué partout. Les publicités l'annoncent à grand renfort de superlatifs : à titre d'exemple, une publicité parue dans le San Francisco Chronicle d'octobre 1943 le surnomme « Master pianist ».

### Années 1940 et 1950, la «période médiane»
Les années 1940 forment ce que le critique américain Harris Goldsmith a nommé la « période médiane » de la carrière de Rubinstein, dans ce sens où elle constitue une charnière entre la jeunesse pleine de fougue ou d'expérimentations du pianiste, et la maturité qui arrive progressivement, l'incitant à un travail plus posé et plus profond.

#### Tourmente de la Seconde Guerre mondiale
Rubinstein est à Paris quand éclate la Seconde Guerre mondiale. Il assiste à l'arrivée de Polonais fuyant la défaite ainsi qu'au début de la « drôle de guerre ». S'il était prévu que Rubinstein parte pour les États-Unis donner des représentations après un dernier concert à Amsterdam, la situation européenne l'incite à revoir ses plans — le nombre de concerts en Europe, en particulier, s'est écroulé depuis le début du conflit — et il décide avec Nela que leur départ Outre-Atlantique sera définitif. Le pianiste polonais fait jouer ses relations pour obtenir des places sur un bateau affrété par les États-Unis (qui ramènent leurs ressortissants de France) afin de ne pas risquer d'être attaqué par un sous-marin allemand ; la famille part donc de Bordeaux à l'automne 1939 pour New York.
Sa carrière commence dès lors à se centrer sur les États-Unis puisqu'il s'installe à Brentwood en Californie. 
En 1941, lors d'un dîner à Los Angeles avec les époux Knopf, ces derniers évoquent devant Rubinstein l'idée d'une autobiographie : d'abord surpris, le musicien se laisse gagner par le projet, admettant avoir toujours désiré écrire. Alfred A. Knopf — éditeur de profession — et lui signent un contrat dès le lendemain. Néanmoins, Rubinstein ne trouve pas le temps de se mettre à l'ouvrage dans l'immédiat et le livre ne sortira que quelques décennies plus tard. 
En 1942, la maison de disque RCA — filiale de Victor qui deviendra par la suite RCA Victor —, avec laquelle il est en contrat, ne le satisfait plus du tout. En effet, la matrice d'un de ses enregistrements vient d'être tout bonnement perdue, empêchant sa commercialisation — de surcroît, le disque est remplacé par le tout récent enregistrement d'Horowitz du même morceau. La qualité des enregistrements n'est à son avis pas à la hauteur et il s'entend très mal avec une partie de l'équipe de la société. Il hésite un moment à rompre le contrat pour passer chez Columbia qui lui fait une offre très alléchante, avant d'opter pour rester chez RCA, plus réputé que Columbia. Il utilise cependant l'offre concurrente pour exiger la résolution des problèmes rencontrés. Finalement, après un bras de fer assez tendu, l'équipe de RCA Classique est renouvelée et remonte dans l'estime du pianiste. La hache de guerre est définitivement enterrée quand RCA propose à Rubinstein un enregistrement du Concerto pour piano de Grieg avec Ormandy/Philadelphie : le pianiste découvre ce morceau pour la première fois et, après quelques doutes quant à sa qualité, il est tout à fait convaincu. Le disque est, comme l'avait prévu RCA, un grand succès commercial. 
Le pianiste donne le 29 octobre 1944 un de ses concerts les plus fameux à New York avec le Concerto no 3 de Beethoven, accompagné du NBC sous la direction de Toscanini (voir ci-après pour plus de détails).
Durant les premiers mois de l'année 1945, juste avant la fin de la Seconde Guerre mondiale, Rubinstein est convié à San Francisco pour donner un récital au War Memorial Opera House devant les délégations internationales réunies dans la ville pour préparer la création de l'ONU. Le pianiste rapporte — de manière quelque peu imagée — dans ses mémoires qu'il a, avant le concert, cherché la présence du drapeau de la Pologne parmi tous ceux hissés ce jour-là ; en vain. La Pologne n'est alors pas encore destinée à rejoindre l'ONU — ce sera le cas quelques mois plus tard, en octobre. La représentation commence, Rubinstein joue d'abord l'hymne américain, comme il est de règle pour tout concert aux États-Unis depuis le début de la guerre, mais le musicien bouscule ensuite le programme : il se tourne vers le public et déplore avec colère l'absence de sa patrie dans la création de la nouvelle organisation. L'attaque de la Pologne a tout de même été à l'origine du conflit mondial. Il retourne ensuite à son instrument et entame l'hymne polonais, le jouant très lentement mais avec une force et un éclat impressionnants, répétant la dernière phrase pour mieux en faire ressortir la profondeur. Le morceau terminé, le public se lève alors et l'ovationne longuement. Afin de célébrer cet épisode, une sculpture de Rubinstein le représentant lors de ce concert fut offerte par la Pologne à l'ONU en 2003 et placée à l'entrée du siège des Nations unies,.

#### Concert du29 octobre 1944à New York
Si Rubinstein ressent une profonde admiration envers le grand chef d'orchestre Arturo Toscanini, il n'a pourtant collaboré qu'à une seule reprise avec lui durant toute sa carrière. Dans les années 1940, l'Italien dirige « son » Orchestre symphonique de la NBC à New York et programme, pour la saison 1944–1945, les concertos pour piano de Beethoven. C'est dans ce contexte qu'il propose à Rubinstein de venir interpréter le Concerto no 3 lors d'un concert donné le 29 octobre 1944 et radiodiffusé dans tout le pays. Malheureusement, l'impresario du Polonais, Sol Hurok, lui rappelle qu'il s'est déjà engagé à donner un récital de Chopin au Carnegie Hall le même soir. Hurok lui dit alors, en plaisantant, qu'il pourrait faire deux concerts dans la même journée. Rubinstein, malicieux, prend l'idée au sérieux, au grand étonnement de son impresario. Ce dernier se ravise cependant, comprenant que le pianiste est tout à fait capable de ce genre d'exploit et que cette programmation inhabituelle présente une valeur marketing des plus intéressantes. 
Il est donc convenu que Rubinstein jouera avec Toscanini en fin d'après-midi, puis se rendra à Carnegie Hall dans la soirée pour son récital Chopin. Une seule répétition du concerto est prévue le matin même. Mais Toscanini n'aime pas travailler avec un soliste et n'a, à la surprise de Rubinstein, jamais joué ce concerto. La répétition du premier mouvement est tout à fait décevante, Toscanini ne cherchant pas à corriger les erreurs de ses musiciens et le pianiste n'étant pas d'accord avec son tempo. Toscanini demande donc que ce premier mouvement soit rejoué et là, presque par magie (dans son autobiographie, Rubinstein parle de « miracle »), tout rentre dans l'ordre : le tempo ravit tout le monde et le chef italien devient intransigeant sur les écarts de ses musiciens. La répétition des deux autres mouvements se passe de même. L'interprétation est tellement belle que, à la fin, les responsables de RCA Victor qui assistent à la répétition proposent que le concert soit enregistré en vue d'être gravé et mis en vente, ce qui ne manque pas de motiver tout le monde encore davantage.  
Le concert se passe très bien, l'interprétation est jugée de très grande qualité et ravit aussi bien Rubinstein, Toscanini (celui-ci enverra par la suite une photo de la soirée au pianiste, accompagnée d'un mot qualifiant la représentation d'« inoubliable »), que les spectateurs. Ensuite, le rideau baissé, le Polonais se précipite comme convenu au Carnegie Hall pour son récital qu'il donne avec un enthousiasme et une énergie intacts.

#### Après-guerre
Rubinstein est naturalisé citoyen américain en 1946.
Profondément marqué par la Shoah, dans laquelle il a perdu des membres de sa famille, il est renforcé dans sa décision — prise depuis la Première Guerre mondiale — de ne plus donner de concerts en Allemagne ; il l'étend de plus à l'Autriche. 
« [Pourquoi je ne joue pas en Allemagne ?] C'est une triste question à laquelle je dois répondre trop souvent. Je ne joue pas en Allemagne parce que j'ai un immense respect pour la mort des cent membres de ma famille tués par les Nazis. »
— Arthur Rubinstein, après une master-class à New York, le 12 février 1975.
En 1949, Rubinstein annonce avec d'autres prestigieux musiciens — tels que Horowitz et Heifetz — qu'il ne jouera pas au côté du Symphonique de Chicago si ce dernier engage le chef d'orchestre allemand Wilhelm Furtwängler, accusé d'avoir eu des rapports ambigus avec le régime nazi. Devant la polémique immédiatement déclenchée, il se justifie : « Si Furtwängler avait été un vrai démocrate, il aurait tourné le dos à l'Allemagne comme le fit Thomas Mann. Furtwängler est resté parce qu'il pensait que l'Allemagne gagnerait la guerre et, maintenant, il est en quête de dollars et de prestige en Amérique, et il ne mérite rien de tout cela ». Profondément blessé par cette attaque, Furtwängler proteste et réfute toute complicité avec les nazis, mais il doit se résigner à annuler son voyage à Chicago.
En 1954, Rubinstein se réinstalle à Paris, ville dont il est tombé amoureux, avenue Foch, dans la maison qu'il détenait avant guerre (et réquisitionnée par la Gestapo). Sa fille Eva y vit toujours.
Durant la saison 1955-1956, Rubinstein entame un marathon de cinq grands et longs concerts. La tournée commence à Londres, puis à Paris et New York. Il interprète dix-sept pièces parmi ses préférées, œuvres qu'il qualifie de « [ses enfants] qui, à [ses] yeux, ne vieillissent jamais » : des concertos en grande majorité, mais aussi quelques autres morceaux pour piano et orchestre, de Brahms, Chopin, Schumann, Mozart, Liszt, Tchaïkovsky, Grieg, Rachmaninov, Saint-Saëns, Franck (Variations) et De Falla (Nuits dans les jardins d'Espagne).
En 1956, la récente mort de Staline et l'arrivée d'un pouvoir légèrement plus modéré en Pologne permettent à Rubinstein d'envisager de revoir son pays natal dans lequel il n'est pas revenu depuis 1938. Le voyage se concrétise deux ans plus tard, en 1958, et le pianiste est accompagné de sa femme ainsi que de leurs enfants Alina et John. Le retour au pays du célèbre Polonais est vécu comme un événement majeur : une femme écrivain, Hoffman, écrit que « son arrivée provoque un éclatement de grande excitation, de patriotisme, de nostalgie et d'un pur sentiment que l'art a encore le pouvoir de provoquer quelque chose ici »,. Rubinstein commence par se recueillir sur la tombe de Szymanowski à Skałka avant de donner un récital. Le concert est un événement extraordinaire, la salle est bondée et le public est en extase : des spectateurs lancent en particulier de bruyant vivats quand le pianiste entame la Polonaise Militaire et le pressent, à la fin du concert, d’enchaîner bis sur bis. La ferveur est telle que, a posteriori, Nela commente la représentation en faisant remarquer que c'est « un miracle que tout le monde ait survécu au concert ».

### Années 1960, l'âge d'or pour l'art de Rubinstein

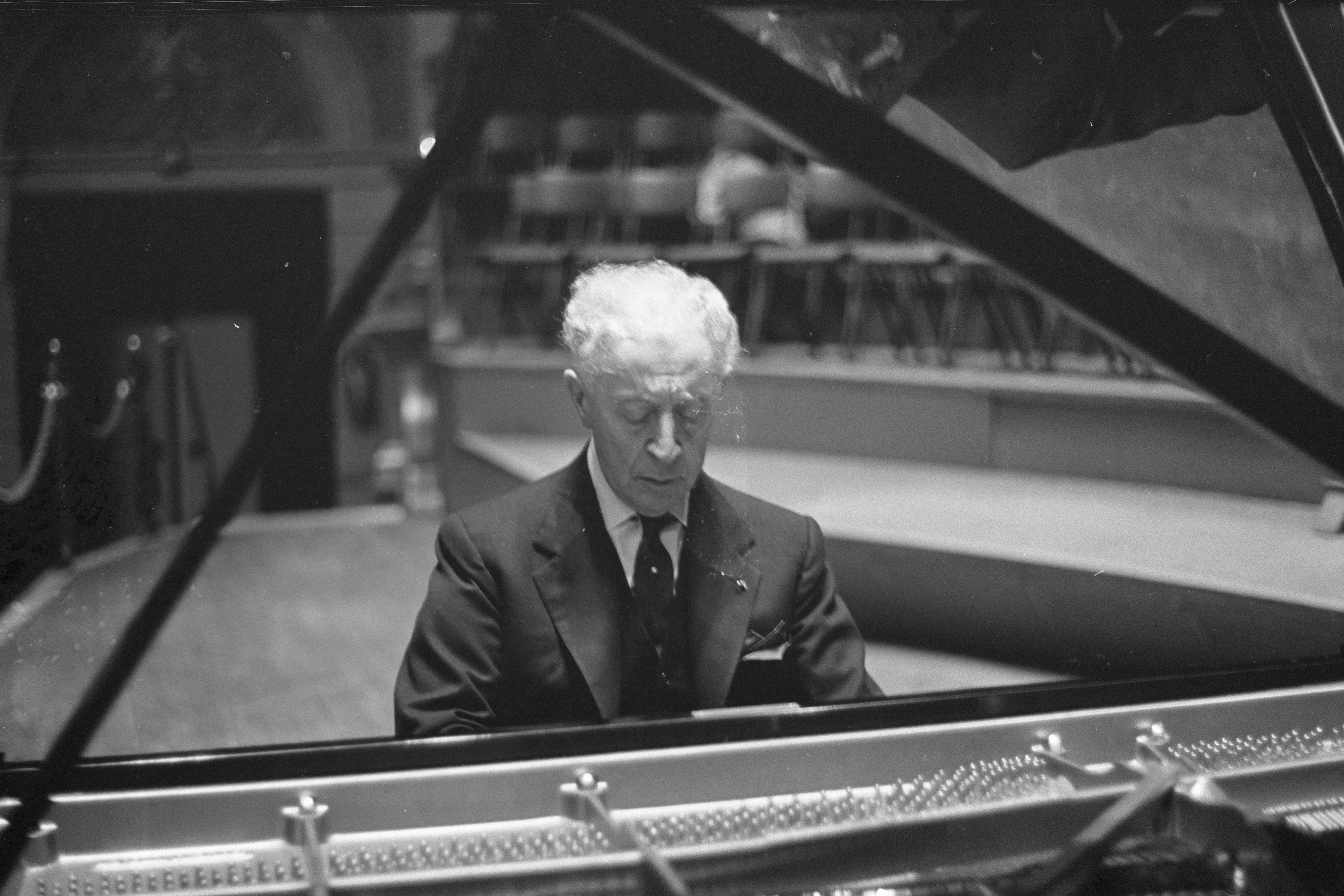
Rubinstein en concert à Concertgebouw, le 13 février 1962.

Dans les années 1960, Rubinstein est à l'apogée de sa renommée. Au début de cette décennie, Rubinstein reçoit subséquemment le titre de docteur honoris causa de huit grandes universités. Parmi celles-ci, c'est Yale qui le marque le plus. En effet, plusieurs autres personnalités, dont en premier lieu John Kennedy, reçoivent le même titre que lui durant la même cérémonie ; l'effervescence journalistique est donc à son comble lors de celle-ci. 
En 1961, il donne en l'espace de seulement quarante jours dix concerts différents à Carnegie Hall.
En 1965, le pianiste enregistre dans les studios de RCA à Rome une intégrale des Nocturnes de Chopin, qui est souvent considérée comme une des plus belles qui ait jamais été faite de ces œuvres.
Cette décennie est aussi pour Rubinstein une période où il s'engage dans la lutte pour la reconnaissance des droits civiques des minorités aux États-Unis. Il donne deux concerts au bénéfice du NAACP (en 1961 ainsi qu'en novembre 1962) et fait don d'un millier de dollars à la Commission on Religion and Race afin de participer à la libération de militants arrêtés en Floride. 
Un documentaire sur la vie du pianiste polonais est réalisé en 1969, L'Amour de la vie - Artur Rubinstein : Rubinstein y interprète son propre rôle sous la direction de Gérard Patris et François Reichenbach ; le film remporte l'Oscar du meilleur film documentaire en 1970.

#### Retrouvailles avec le public russe, le concert du1eroctobre 1964à Moscou
Avec l'arrivée des Soviétiques dans la Russie de 1917 et, plus tard, la diffusion de leur influence dans toute l'Europe de l'Est à partir de la Seconde Guerre mondiale, les artistes occidentaux n'ont pas été les bienvenus dans cette région du monde pendant plusieurs décennies. Rubinstein, natif polonais, est néanmoins devenu américain de cœur puis officiellement au fil des années. Le pianiste a seulement été invité à donner des représentations à Moscou à l'automne 1932 (où il fut horrifié par les conditions de vie misérables de bon nombre d'habitants) puis à deux autres reprises — avant que la nouvelle guerre mondiale ne l'en empêchât à nouveau.
Cependant, le dégel progressif des relations entre les deux Blocs et la fin du stalinisme permettent au pianiste de revenir dans sa patrie, la Pologne, et d'y donner des concerts en 1958. Cette période signe aussi le prudent début d'"échanges culturels" entre les deux superpuissances permettant à certains artistes de franchir le rideau de fer en grande pompe (c'est grâce à cela que l'Occident découvre, par exemple, le génie de Richter) ; Sol Hurok, l’impresario de Rubinstein, joue un grand rôle dans ces échanges inédits et, après quelques années, il arrive à faire accepter au pianiste polonais l'idée de concerts à Leningrad et Moscou. Les responsables soviétiques sont ravis de voir venir ce très grand artiste qui, comme nous venons de le dire, n'était venu qu'au compte-goutte en Union soviétique depuis le début de sa carrière. Arthur fait mine de prendre cette tournée avec sarcasme (jugeant ridicule le cachet que les Russes lui proposent), mais il est en réalité touché de pouvoir à nouveau jouer devant le public russe qu'il apprécie beaucoup. En septembre 1964, Rubinstein quitte sa résidence parisienne pour l'aéroport de Moscou, accompagné de sa femme et d'Hurok, où il est accueilli par une délégation de musiciens — dont Emil Gilels, pianiste que le Polonais connaissait depuis une vingtaine d'années et qu'il avait exhorté à continuer dans sa voie musicale malgré les hésitations de l'intéressé. Il donne pour commencer quelques concerts dans la capitale, puis deux à Léningrad — du Brahms, Beethoven, Tchaikovsky et, bien sûr, du Chopin. 
Mais le grand concert est programmé pour le 1er octobre dans la Grande Salle du Conservatoire de Moscou ; il est prévu qu'il soit enregistré par le label de disques soviétiques Melodiya. Rubinstein choisit d'inclure dans le programme de ce concert très spécial et attendu une grande majorité d'œuvres de Chopin (voir ci-dessous dans le menu déroulant). Ce choix peut sembler anodin et prévisible, or l'URSS a interdit durant plusieurs années la musique de ce compositeur, au prétexte qu'elle aurait été « sentimentale ». En réalité, c'est la nationalité polonaise de Chopin qui dérangeait, une vision à laquelle le pianiste polonais s'oppose avec force. Ce programme indocile témoigne donc de la fierté polonaise qui sommeille encore chez Rubinstein. Cela est bien perçu comme tel par le public moscovite, mais pas par les responsables du Parti communiste assistant au concert, sans doute moins subtils. Les bis, eux, sont par habitude improvisés suivant l'humeur de Rubinstein et ce qu'il sent du public. Il choisit donc pour cette soirée de ne jouer en bis qu'un seul morceau de Chopin ainsi que trois morceaux d'un autre répertoire : le Des Abends de Schumann, un Prélude de Debussy et l'éternel Prole do bebê de Heitor Villa-Lobos. Ce dernier morceau, qui se retrouvait très fréquemment en bis des concerts du musicien, n'avait peut-être jamais été joué en URSS, sortant quelque peu son compositeur brésilien de l'oubli dans ce pays. 
Rubinstein triomphe et le public moscovite répand un tonnerre d’applaudissements à la fin de chaque morceau, récompense d'interprétations merveilleuses, fruit de toute une carrière d'intelligence musicale et de travail. Le concert est un franc succès et reste gravé dans les mémoires, tant pour le Polonais que pour le public. Cette représentation est considérée par les critiques et les historiens de la carrière de Rubinstein comme faisant partie de ses plus grands concerts.

### «Vieillesse ennemie», les dernières années de la carrière du pianiste
La fin de la carrière du pianiste est marquée par un grand nombre de décorations et reconnaissances. Rien qu'en 1971, Rubinstein est fait grand officier de la Légion d'honneur, Commendatore de l'ordre du Mérite de la République italienne puis commandeur de l'ordre d'Orange-Nassau aux Pays-Bas (à cette occasion, il donne son nom à une nouvelle variété de tulipes). En outre, de retour en France, il apprend de Palewski qu'il a été nommé à l'Académie des beaux-arts au fauteuil auparavant occupé par le sculpteur suisse Sandoz. Il admet cependant volontiers dans ses Mémoires que cet honneur lui a été conféré davantage pour ses qualités mondaines que musicales.
À partir du début des années 1970, le grand âge se fait sentir et, même si sa passion pour le piano et le métier d'artiste ne le quittent pas, les voyages le fatiguent de plus en plus et il avoue craindre que son niveau ne baisse. Cependant, en grand amoureux de la vie, il continue à parcourir le monde en famille malgré un début de cécité qui se déclare en 1975. Le 15 janvier 1975, Rubinstein donne un concert à Pasadena en Californie, au profit du Centre culturel international pour la jeunesse de Jérusalem — cause importante pour le pianiste. La représentation comporte du Beethoven, Schumann, Debussy, Chopin ainsi qu'un morceau de Mendelssohn. Malgré la démarche vigoureuse et l'énergie apparente du musicien, il est affaibli par ses 88 ans, que ce soit à cause de sa cécité débutante, son ouïe qui commence à faiblir ou, plus généralement, son corps qui ne répond plus comme à 20 ans, causant de fait une perte de qualité de ses interprétations. Cela n'empêche pas le concert d'être de grande qualité, transmis à la postérité grâce à un film et un enregistrement. 
Son ultime séance d'enregistrement a lieu en avril 1976, qui capte la Sonate no 18, op. 31 no 3 de Beethoven — il l'interprète avec un allant et une énergie extraordinaires au vu de son âge avancé —, et son dernier concert se déroule le 10 juin de la même année à Londres. La carrière de Rubinstein prend ainsi définitivement fin. Au cours de sa vie, le pianiste aura donné plus de 6 000 concerts et enregistré plus de 200 disques, entre 1928 et 1976.
Ce même mois d'avril 1976 est aussi marqué par la remise de la Médaille de la Liberté, plus haute récompense que le président des États-Unis — Gérald Ford à l'époque — peut décerner à un civil.

### Fin de vie et décès

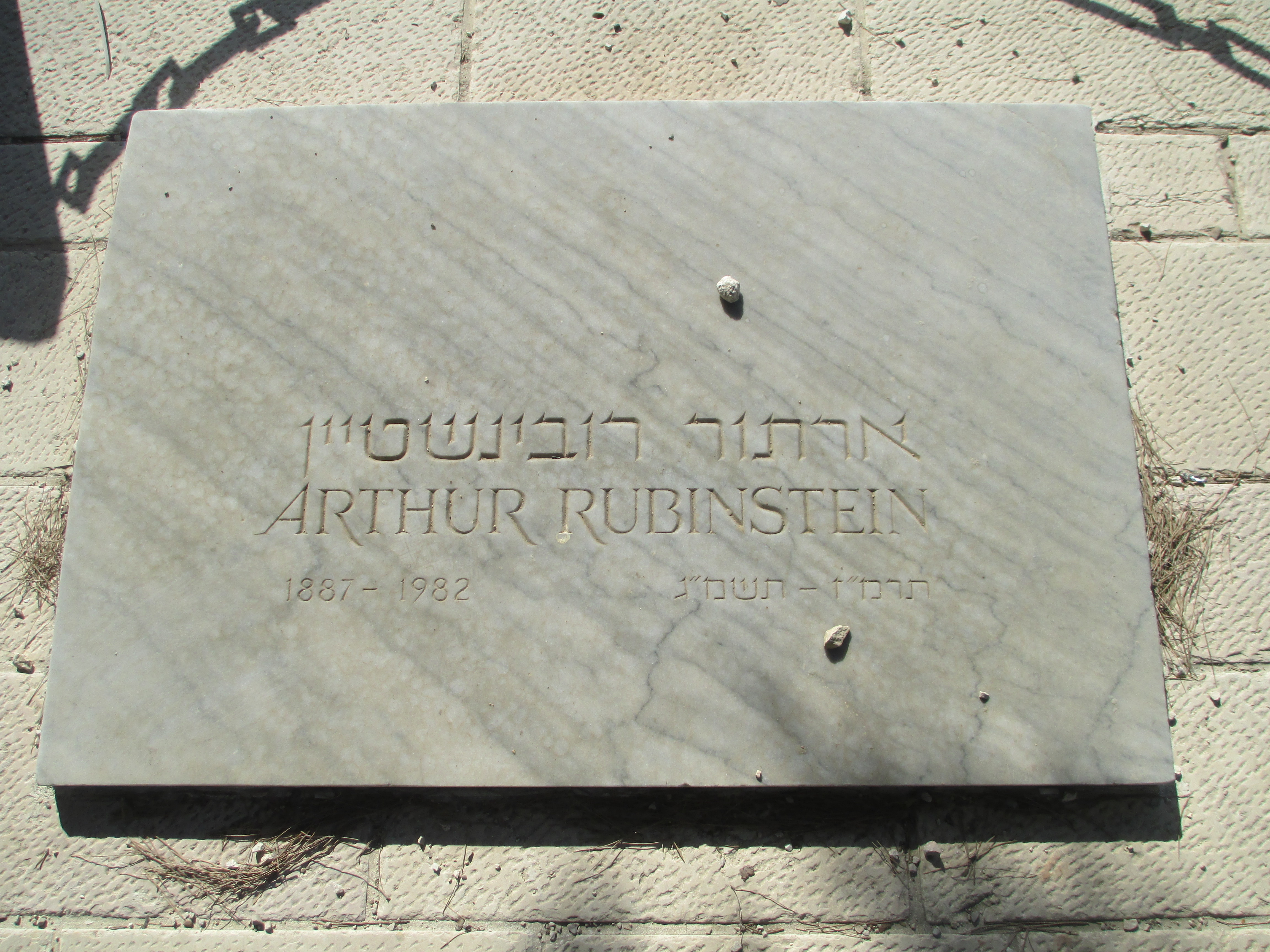
Pierre tombale du pianiste au Mémorial Arthur Rubinstein, créé en 1984 non loin de Jérusalem.

L'année 1980 annonce le déclin définitif et sans retour de la santé de Rubinstein. Un cancer de la prostate est en particulier diagnostiqué, qui lui immobilise presque la jambe droite, lui imposant de lourdes contraintes pour marcher. Si Whitestone tente toutes les solutions possibles pour faire reculer l'inévitable, les médecins se montrent fatalistes et impuissants en pointant l'âge avancé de Rubinstein qui atteint les 93 ans. Le pianiste prend d'ailleurs lui-même la situation avec légèreté et nonchalance. À la question de Jacques Chancel lors de l'émission de télévision française Le Grand Échiquier qui lui est consacrée : « Croyez-vous à l'au-delà ? », il répond : « Non, mais ça me ferait une bonne surprise ! ».
Rubinstein s'éteint le 20 décembre 1982, toujours jeune et plein d'humour mais presque aveugle, à l'âge de 95 ans, à Genève en Suisse. Il est incinéré dans cette même ville et ses cendres sont dans un premier temps enterrées dans le cimetière de Versoix. Pour le premier anniversaire de sa mort, l'urne contenant ses cendres est enterrée en Israël, sur un terrain dédié maintenant surnommé « Forêt Rubinstein » qui surplombe la forêt de Jérusalem (cela a été décidé avec les rabbins pour que la forêt principale ne tombe pas sous le coup des lois religieuses gouvernant les cimetières).

## Vie privée

### Personnalité
Rubinstein était un homme à femmes et ne s'en cachait pas. Ainsi, il décrivait une fois sa jeunesse avec cette formule malicieuse : « On dit de moi que quand j'étais jeune, je divisais mon temps impartialement entre le vin, les femmes et la musique. Je réfute catégoriquement cela. Quatre-vingt-dix pour cent de mes centres d'intérêt étaient les femmes, ».
Il a souvent été décrit comme quelqu'un de jovial, affable et agréable. Charmeur dans l'âme et grand amateur d'humour, il savait séduire son public, même quand sa musique ne s'y prêtait pas. Pour beaucoup, Rubinstein évoquait la douceur de vivre, l'optimisme, une foi infaillible placée dans le bonheur et un avenir souriant, cela malgré l'époque difficile qu'il a traversée, marquée entre autres par la crise de 1929, les guerres mondiales, la Shoah ou les inquiétudes nées de la guerre froide.
« […]la vie ne donne rien [de plus] que ce qu'elle donne ; [il] ne faut pas attendre un miracle continuel. [Je ne suis pas catholique], ma foi, c'est la vie. Et la vie me donne quand même des choses merveilleuses et qu'on ne peut pas me prendre : on ne peut pas me prendre ma musique, on ne peut pas me prendre mes idées, on ne peut pas me prendre mon amour, on ne peut pas me prendre les fleurs que je vois ou même que j'imagine, la beauté des arts, des peintures, des choses, l'imagination, les rêves. Tout ce que la vie nous donne, sans aucun effort, sans dépense : c'est à nous ! D'un autre côté, évidemment, il y a des difficultés, […] mais ce sont toutes des contraintes presque nécessaires pour sentir le bonheur. »
— Arthur Rubinstein interrogé pour l'émission En direct avec, le 26 novembre 1973.
Le pianiste polonais avait une formidable mémoire, purement visuelle : Rubinstein confiait qu'il mémorisait à vie une œuvre dont il avait lu et étudié la partition, mais l'oubliait très vite s'il n'avait fait que l'entendre. Il affirmait par ailleurs que ce don n'avait rien à voir avec une quelconque aptitude artistique et que la capacité mémorielle ne fait pas — et de loin — un musicien. 
Cette incroyable mémoire lui permit par ailleurs d'être un grand conteur, semblant toujours avoir à disposition nombre d'histoires à raconter aux gens qu'il rencontrait. C'est d'ailleurs pour cela que l'éditeur Knopf le convainquit en 1941 d’écrire ses mémoires.

#### Héritage juif revendiqué
Tout en étant agnostique, Rubinstein était fier de son héritage juif. Il était donc un grand ami d’Israël, où il aimait se rendre régulièrement, accompagné de sa femme et ses enfants, visites au cours desquelles il faisait profiter les Israéliens de son art — que ce soit à travers des récitals, des concerts avec le Philharmonique d’Israël ou des master-classes au Music Center de Jérusalem.

#### Homme sans terre d'élection
Par sa profession, Rubinstein était amené à voyager très fréquemment autour du monde. Mais là ne s'arrêtait pas son amour des hommes : polyglotte, il parlait huit langues, dont le français qu'il maniait avec beaucoup d'aisance. Sa vie témoigne aussi d'un certain rejet des frontières : né polonais, il devint américain en 1946 et fixa peu après sa résidence principale à Paris, ville qu'il affectionnait particulièrement. Il déclara ainsi être à l'aise dans quelque pays que ce soit, sans préférence particulière pour une région du monde. 
Le pianiste faisait en revanche une nette distinction entre les voyages, qu'il portait profondément dans son cœur, et l'existence d'un « chez-lui », refuge dédié en particulier à la lecture. De fait, il ne déménagea au cours de sa vie qu'un petit nombre de fois.

### Mariage et famille
En 1932, à l'âge de 45 ans, Rubinstein épousa Nela Młynarska, une danseuse polonaise de 24 ans qui avait étudié avec Mary Wigman. Nela, fille du chef d'orchestre polonais Emil Młynarski et de son épouse Anna Talko-Hryncewicz - qui provenait d'une famille de la haute aristocratie —, tomba amoureuse de Rubinstein à l'âge de 18 ans ; elle dut cependant se résoudre à épouser Mieczysław Munz quand le pianiste polonais entama une liaison avec une princesse italienne. Mais Nela divorça de Munz et, trois ans plus tard, se maria avec Rubinstein. 
Le couple donna naissance à cinq enfants (le cinquième mort en bas âge) : Eva (qui devint photographe et épousa William Sloane Coffin), Paul, Alina et John (comédien, récompensé aux Tony Awards et père de l'acteur Michael Weston). Nela rédigea par la suite le Nela Cookbook, recensant tous les plats qu'elle préparait pour les fêtes légendaires qu'organisait le couple. 
La vie d'un musicien international de sa trempe est faite de voyages, partout dans le monde. Rubinstein et sa femme avaient fait le choix de voyager en famille tous ensemble : le couple accompagné de ses enfants parcourait donc la planète, de la Nouvelle-Zélande au Japon, de Téhéran à l'Amérique du Sud, de la Turquie à Hong-Kong. Sa première fille, Eva, naquit d'ailleurs à Buenos Aires. 
Arthur Rubinstein est par ailleurs le père de Luli Oswald, qui devint pianiste, née de sa maîtresse Paola Medici del Vascello - qui était marquise italienne —, et pourrait aussi être le père de l'artiste Raimund Sanders Draper (en), mort lors de la Seconde Guerre mondiale, qu'il aurait eu avec Muriel Draper.
Bien qu'Arthur et Nela n'aient jamais officiellement divorcé, le pianiste la quitta en 1977, à l'âge de 90 ans, pour rejoindre Annabelle Whitestone (alors âgée de 33 ans).

## Style et approche musicale
« [Rubinstein] pouvait modeler une phrase avec une grande souplesse, mais ce n'était jamais exagéré ni de mauvais goût. On avait une impression irrésistible de fluidité et d'élasticité, et c'était toujours aristocratique. »
— Le violoniste Arnold Steinhardt, membre du Quatuor Guarneri, qui joue dans les années 1960 avec le pianiste.

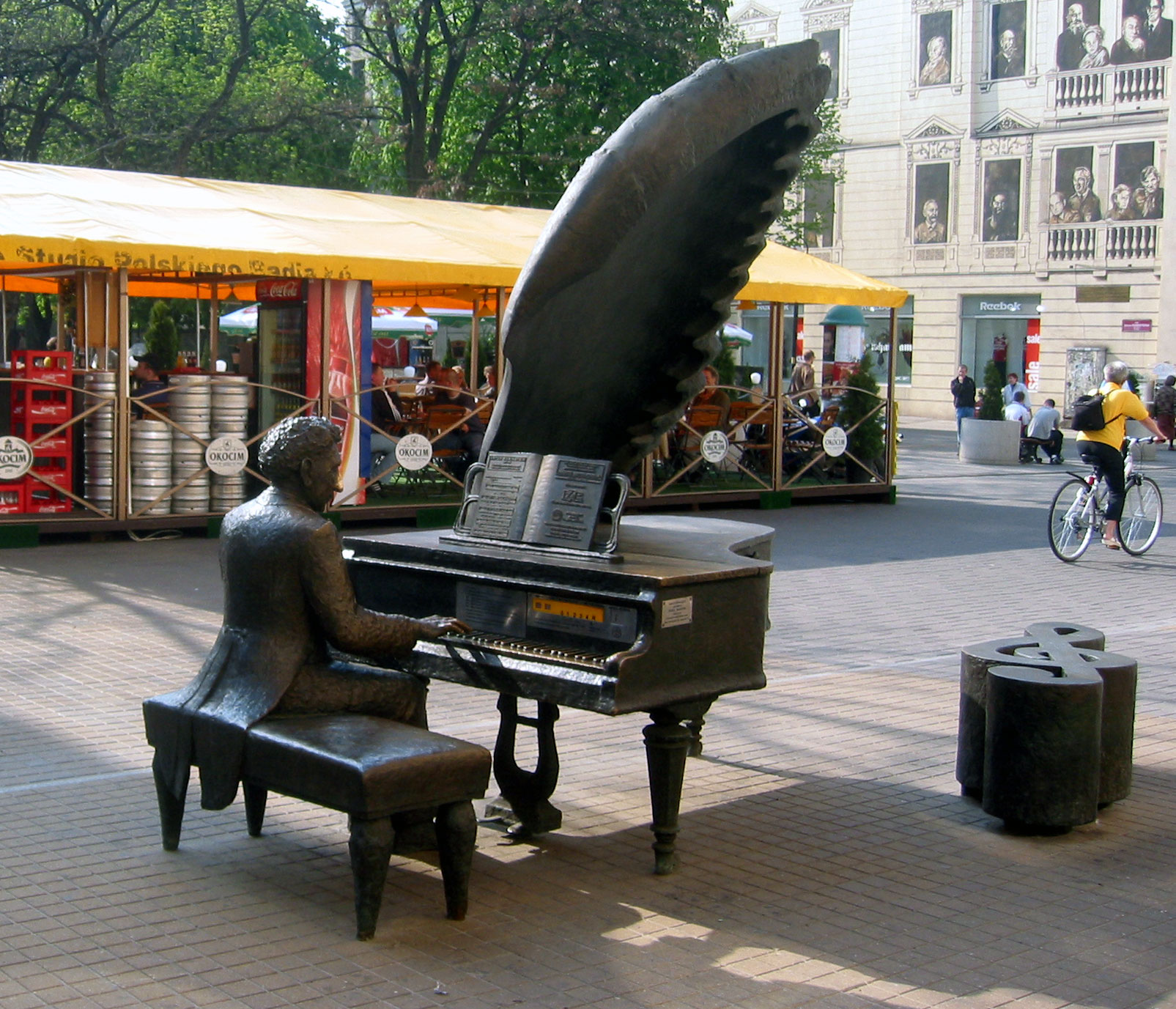
Sculpture représentant Arthur Rubinstein dans la rue Piotrkowska de Łódź, sa ville natale.

Rubinstein est l'interprète inoubliable des Romantiques, promenant sur le clavier la grâce naturelle de son talent là où d'autres émergeaient à force de travail opiniâtre et propage par le disque, nouvellement apparu, une interprétation aussi lyrique que sans fard. En effet, s’il garde l’esprit romantique, Rubinstein épure son style et enlève tout le maniérisme qui peut émaner du jeu des pianistes comme Paderewski : il garde les meilleurs éléments du courant romantique mais en rejette les excès. Son jeu se caractérise, en particulier, par des sons chauds et des phrasés très expansifs ; il est cependant parfois critiqué pour son côté brillant qui manquerait d'intériorité — en particulier dans la jeunesse de sa carrière. Le pianiste Eugen Indjic rapporte que Rubinstein supporte mal, surtout vers la fin de sa vie, que les temps ne soient pas respectés : il accorde une grande importance à cette fine limite entre le rubato approprié et celui de mauvais goût, limite que Rubinstein ne franchit pas.
Rubinstein esquive parfois la difficulté en glissant dans la paresse et ne s'en cache absolument pas, mais cette insolence ne dissimule pas pour autant une gêne technique — loin de là.
Rubinstein insiste beaucoup sur le ressenti de l'interprète et cela suppose que celui-ci ait un don, un talent qui ne peuvent pas être de l'ordre de l'acquis : ils sont innés. Dès lors, le travail n'est qu'un moyen de développer ce talent inné, mais le travail — même acharné — ne permet pas à lui seul de faire émerger un bon musicien. Pour le Polonais, deux catégories existent : les personnes qui ne pourront jamais devenir de bons musiciens malgré toute leur volonté, et les personnes qui, grâce à leurs facilités innées, pourront y accéder sans difficulté. 
« [Le piano] est tout simplement ma vie. Je le vis, le respire, parle avec lui. Je suis presque inconscient de lui. Non, je ne veux pas dire que je le considère comme acquis — on ne devrait jamais prendre pour acquis aucun des dons de Dieu. Mais c'est comme un bras, une jambe, une partie de moi. À côté de cela, les livres, les peintures et les gens sont pour moi des passions, toujours à cultiver. Les voyages aussi. Je suis un homme chanceux d'avoir une activité qui me permette d'être autant sur la route. Dans le train, l'avion, j'ai le temps de lire. Là encore, je suis un homme chanceux d'être un pianiste. C'est un instrument splendide, le piano, juste la bonne taille de sorte que vous ne puissiez pas l'emporter avec vous. Au lieu de m'y exercer, je peux lire. Je suis un compagnon de la chance, n'est-ce pas ? »
— Arthur Rubinstein.

### Fibre pédagogique tardive
Au début de sa carrière, Rubinstein est réticent à enseigner — déclinant, par exemple, les premières demandes de William Kapell qui voulait prendre des leçons auprès de lui. Il accepte cependant un premier élève, Dubravka Tomšič Srebotnjak ; d'autres suivront : François-René Duchâble, Avi Schönfeld, Ann Schein Carlyss, Eugen Indjic, Janina Fialkowska, Dean Kramer et Marc Laforêt. Kapell devient peut-être le disciple le plus proche de Rubinstein mais, si les deux restent proches jusqu’à la mort tragique du premier en 1953, leur relation est entachée par une persistante incompréhension mutuelle. 
La plupart des pianistes auxquels Rubinstein enseigne son Art sont talentueux, jeunes et sont souvent des femmes. Annabelle Whitestone, sa dernière compagne, raconte d'ailleurs que le Polonais lui a avoué avoir eu une relation avec une de ses élèves au milieu des années 1970, sans la nommer. 
Le pianiste polonais donne aussi, vers la fin de sa carrière, plusieurs masters-classes

### Grande passion pour la musique de chambre
En plus de son travail en tant que musicien solo et accompagné d'un orchestre, Rubinstein a aussi été un grand amateur de musique de chambre tout au long de sa carrière. Cette passion pour ce type de musique peut en particulier s'expliquer par la découverte qu'il fait dès ses études musicales à Berlin, dans sa jeunesse, du quatuor à cordes de Joseph Joachim. Toute sa vie, il a pour habitude de jouer de la musique de chambre non seulement en concert, mais aussi en privé par pur plaisir — il se regroupe régulièrement avec des musiciens comme Casals, Thibaud, Tertis ou Paul et Muriel Draper pour jouer toute une nuit durant. Il faut cependant attendre le milieu de la carrière du Polonais pour que son travail de chambre soit enregistré sur disque.
En musique de chambre, un des grands enjeux est évidemment de savoir trouver des partenaires avec qui l'harmonie soit la plus parfaite possible ; ainsi, Rubinstein change plusieurs fois de compagnons musicaux au cours de sa carrière, avec plus ou moins de succès. À partir des années 1940, il commence par exemple à travailler avec l'ensemble Pro Arte et Paganini. Le pianiste travaille aussi un temps avec Jascha Heifetz mais, si la qualité musicale de l'ensemble est d'une virtuosité sans pareil — les musiciens sont parmi les plus doués du siècle —, l'entente entre Rubinstein et Heiftz se dégrade dès le début de leur collaboration au point qu'ils se séparent quelque temps après.

### En concert, un mélange de mise en scène et d'improvisation
Le pianiste ne choisit pas systématiquement à l'avance les morceaux qu'il va jouer durant un concert. Parfois, il préfère les sélectionner suivant son humeur du moment et les annonce alors au public, à haute voix, avant de les jouer. Il fonctionne de la même manière pour les bis, mais cette fois de manière systématique : selon les déclarations de l'artiste, le choix des pièces interprétées bis est toujours improvisé, même si certains morceaux reviennent très souvent à ce moment-là du concert (le septième mouvement du Prole do bebê de Villa-Lobos par exemple).
Pour Rubinstein, un public ne peut jamais être décrit de manière tranchée, il n'est jamais « chaud », « froid » ou « dur » envers le musicien : c'est au contraire ce dernier qui, par sa représentation, façonne l'attitude des spectateurs. Ainsi, lors de ses représentations, le Polonais n'hésite pas à se mettre en scène afin d'accroître l'effet musical de ses interprétations. Par exemple, quand il interprète les derniers accords d’El amor brujo de De Falla ou la fin de la Polonaise-Fantaisie de Chopin, il a pour habitude de se lever progressivement de son siège jusqu’à être finalement presque debout avant, la pièce terminée, de se retirer brusquement de la scène : l’effet est sidérant et le public, à chaque fois, en raffole,.

### Rôle clé de l'interprète
Pour Rubinstein, l'interprète a un rôle clé dans le jeu musical, puisqu'il doit s'approprier la musique ; ainsi, le musicien doit refléter le message du compositeur tout en l’interprétant — sinon, selon Rubinstein, un robot pourrait tout aussi bien le faire. Dans cette optique, il jette un regard peu laudatif sur la jeune génération des années 1960 : dans un entretien donné en 1964, il critique ces jeunes, qui « sont trop précautionneux avec la musique, n’osent pas assez, et jouent automatiquement et pas assez avec leur cœur ». 
Par ailleurs, le pianiste polonais juge qu'un interprète doit avoir un intérêt personnel pour le compositeur qu'il joue, un véritable amour - sans pour autant qu'il lui soit nécessaire d'avoir une vaste connaissance de la biographie de celui-ci. Citant l'exemple de Mozart, Rubinstein approuve la volonté de certains compositeurs de ne pas écrire beaucoup d'indications d'interprétation sur la partition (nuances, tempii...) : c'est à l'interprète de les percevoir de lui-même. 
« [Il ne faut] jamais jouer de la musique qui oblige [l'interprète] à rechercher sa signification. Une musique doit avant tout parler, avant même qu'on puisse commencer à la restituer. [...] J'essaie de transmettre ce que [Chopin, par exemple, ] me dit : il ne peut pas le dire directement au public. Il a besoin de moi ! »
— Arthur Rubinstein.

### Importance des enregistrements
Au début de sa carrière, Rubinstein est très critique envers les techniques d'enregistrement, qu'il ne juge pas d'une qualité satisfaisante ; il ne change d'avis que quand ces dernières commencent à évoluer. De fait, son premier enregistrement date de 1927.

## Répertoire et relation avec les compositeurs
Arthur Rubinstein s’intéresse, au cours de sa longue et prolifique carrière, à de nombreux compositeurs, faisant ainsi de son répertoire un ensemble aussi large qu'hétéroclite. Il se refuse à se dire « spécialiste » d'un compositeur particulier ou d'un répertoire, en fustigeant la volonté du public qui tente d'enfermer l'interprète dans une case donnée. 

### Interprète emblématique de Chopin
Rubinstein est un pianiste reconnu comme l'un des plus grands interprètes de la musique de Chopin et, de fait, le musicien est très souvent étroitement lié au compositeur polonais. 
Rubinstein ne s'intéresse pas tout de suite à Chopin quand il s'initie au piano encore enfant. Beaucoup plus tard, il explique cela par la maturité que demande l'interprétation de ce compositeur : « [c'est une musique] très compliquée, beaucoup plus modaliste que [les musiques] de Schumann, Beethoven, Mozart » pour laquelle il confie ne pas avoir eu de prédilection particulière. Ainsi, il découvre véritablement ce compositeur à ses 17 ans, quand il commence à entrevoir la pratique artistique du piano — et non plus simplement scolaire auprès d'un professeur. 
La tradition d'interprétation de Chopin en Pologne était, avant Rubinstein, fortement marquée par la conception d'Ignacy Paderewski ; vision que Rubinstein qualifie de « maladive, un peu trop sentimentale, un peu vague, avec une liberté énorme d'exécution ». Dès sa jeunesse, il rompt avec cette tradition en récoltant des informations sur Chopin lui indiquant que le compositeur n'appréciait pas l'approche sentimentaliste et libre de ses compositions. Si Rubinstein est à ses débuts critiqué pour prendre le contre-pied de Paderewski — il est qualifié de « chopiniste sec » —, il impose sa manière au cours de sa carrière. Finalement, cette approche des œuvres de Chopin prend la place de celle de Paderewski et devient, à son tour, une norme et une tradition. 
Au cours de sa carrière, Rubinstein fait trois séries d'enregistrement des Scherzos, des Nocturnes et des Mazurkas afin d'exploiter au plus près les possibilités qu'offraient les nouvelles techniques d’enregistrement et de lecture : une première dans les années 1930, une seconde au début des années 1950 (enregistrée sur bande magnétique et gravée sur disques 33 tours en mono) et une troisième à l'apogée de sa carrière dans les années 1960 (enregistrée en stéréophonie). 
Ses interprétations successives de ces morceaux se caractérisent globalement par un ralentissement des tempi. Cette dynamique n'est guère étonnante compte tenu de deux principaux facteurs : l'évolution technologique, qui permet d'enregistrer plus d'informations sonores sur un disque et donc d'allonger les temps d'interprétation de chaque morceau ; et l'évolution de Rubinstein lui-même, qui était un jeune homme fougueux et devient un sage vieillard de quasiment 80 ans — dont les performances des doigts sont, de plus, sûrement amoindries à cause de l'âge avancé. D'une manière plus générale, ses interprétations de Chopin avant les années 1940 sont plus désinvoltes et novatrices, s'émancipent volontairement de certaines rigueurs rythmiques (jusqu'à en perdre le fil parfois) ; au contraire de ses interprétations plus tardives qui elles révèlent une lecture plus en finesse de la partition et plus conventionnelle : le critique Harris Goldsmith voit en cela une conscience de Rubinstein de sa position de « doyen des interprètes de Chopin » qui lui impose de mettre en lumière la structure raisonnée des morceaux du compositeur pour les générations de pianistes en devenir — plutôt que de chercher l'innovation et l'audace dans ses interprétations.   
Les Scherzos représentent des morceaux de prédilection pour Rubinstein, qu'il maitrise particulièrement ; aisance mieux reflétée sur les enregistrements de 1959 et de 1932 que sur ceux de 1940 dont la prise de son est précaire.    
Rubinstein n'a jamais enregistré les Nocturnes en ut-dièse mineur (le « no 20 », de 1830) et en ut mineur (le « no 21 », de 1837), suivant les volontés de Chopin qui ne voulait pas que ces morceaux fussent publiés.                    

Le fait que Rubinstein et Chopin soient issus de la même nation polonaise a évidemment un rôle primordial dans la vision qu'à le premier de l’œuvre du second : 
« J'ai toujours pensé que les Mazurkas sont les plus originales, sinon les plus belles œuvres du répertoire de Chopin. À l'époque de la domination russe, nous [les Polonais] n'avions pas le droit de lire l'histoire de la Pologne ni d'étudier l'art polonais et nous trouvions un exutoire à nos émotions chez Chopin. […] j'espère que mes enregistrements de ces Mazurkas contribueront à transmettre au vaste public du phonographe, dans le monde entier, un peu de ce que la musique de Chopin signifie pour les Polonais. »
— Arthur Rubinstein, pour introduire ses enregistrements des Mazurkas de 1939 — l'Allemagne nazie vient alors tout juste d'envahir la Pologne, plongeant le monde dans une nouvelle guerre mondiale.

### Profond mais discret attachement à Mozart
Si Rubinstein a laissé très peu d'enregistrements d’œuvres de Mozart (quelques concertos à partir du no 17, des quatuors et le Rondo en la mineur) et n'en joue qu'une poignée lors de ses concerts, le compositeur virtuose a cependant eu une grande importance dans le cœur et la vie de Rubinstein — sans doute plus que Beethoven par exemple. La musique de Mozart est à l'époque vue comme de la délicatesse quasi-juvénile par la grande majorité des interprètes, vision à laquelle s'oppose le pianiste polonais qui souhaite lui en faire ressortir la maturité, la consistance et la diversité émotionnelle.  
« Mozart et Haydn renferment tout autant d'émotion... que Beethoven […] J'adore Mozart ; c'est  mon grand, grand, grand, profond amour. Tout simplement Mozart a trouvé le moyen de mettre tout son cœur et son âme, son talent musical, son génie, dans les formes, dans le moule... »
— Arthur Rubinstein, lors de l'interview réalisée par H. Brandon et parue dans le Sunday Time du 11 février 1962.
 Il convient de souligner que les pièces de Mozart marquèrent les débuts du jeune Rubinstein. En effet, d'une part il joue une des Sonates lors de son tout premier concert public à Łódź en 1894 et, d'autre part, c'est son interprétation du Rondo en la mineur qui convainc le fameux violoniste Joseph Joachim de lui offrir une bourse afin d'être formé par l'un des plus grands professeurs de piano de Berlin, Heinrich Barth (morceau pour lequel il conserve une grande affection au point qu'il l'enregistre en 1959),.
Pour comprendre pourquoi il joue si peu de Mozart malgré son amour revendiqué pour sa musique, le pianiste polonais aime à répéter une formule d'Artur Schnabel, selon laquelle « Mozart [est] trop facile pour les débutants et trop difficile pour les pianistes accomplis ».

### Grand et précoce admirateur de Brahms

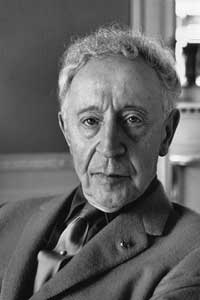
Arthur Rubinstein en 1963 par le photographe Erling Mandelmann.

Daniel Barenboim et quelques autres musiciens ont raconté que le pianiste polonais aimait déclarer, vers la fin de sa vie, que Johannes Brahms était son compositeur préféré. Dans ses mémoires, l'artiste raconte d'ailleurs que cette préférence était déjà présente depuis sa jeunesse. L'explication de cette précoce passion tient dans l’atmosphère très favorable à Brahms dans laquelle baigne le pianiste lors de ses études à Berlin. En effet, son mentor et ami Joseph Joachim est un proche de Brahms et un des interprètes les plus renommés dans la capitale allemande de ce compositeur ; bien que Joachim ne forme pas Rubinstein en tant que tel, il lui fait découvrir Brahms et lui permet en outre d’accéder aux répétitions qu'il faisait avec son fameux Quatuor Joachim : l'expérience pour le jeune pianiste polonais est alors très riche. Par ailleurs, Berlin est une ville dont les musiciens apprécient beaucoup les compositions de Brahms (tels le violoncelliste Robert Hausmann et le chef d'orchestre Fritz Steinbach, deux artistes que Brahms adore et que Rubinstein a pu écouter jouer en représentation) et ces dernières sont donc très régulièrement données en concert. Un passage tiré du premier tome de son autobiographie permet de comprendre tout l'enthousiasme que Rubinstein a alors de Brahms — le pianiste raconte l'épisode dans sa jeunesse où il vient d'écouter, pour la première fois, une après-midi, deux quatuors avec piano de Brahms :
« À partir de ce jour, Brahms devint mon obsession. Je devais connaître tout ce qu'il avait écrit. Plutôt que de travailler les œuvres recommandées pour mes leçons de piano, je lisais avec extase toutes les pièces de Brahms qui me tombaient dans les mains. J'achetais sa musique à crédit ; j'aurais volé de l'argent pour l'obtenir ! »
— Arthur Rubinstein dans son autobiographie My Young Years.
Dans ce contexte, il convient de citer l'influence qu'a Emma Engelmann : cette amie de Brahms, qui fut formée par Clara Schumann, transmet à Rubinstein des informations essentielles concernant la façon qu'avaient de jouer Robert Schumann et Brahms (tempi, phrasés, approches stylistiques, etc.).
L'anecdote qui suit est révélatrice de ce que représente Brahms pour le pianiste (ainsi que de l'incroyable talent qu'il possède déjà) : en 1899, à l’âge de 12 ans, Rubinstein demande un jour à son professeur Heinrich Barth d'apprendre le Concerto no 1 en ré mineur (op. 15). Barth, très surpris, lui répond que ce morceau est beaucoup trop complexe pour lui ; malgré cela, une semaine plus tard, le jeune musicien joue cette pièce devant son professeur aussi époustouflé qu'émerveillé. Rubinstein commente cette histoire dans ses Mémoires avec cette formule : « C'est alors que j'ai découvert que le véritable amour ne connaît pas d'obstacles, ».
Ce n'est donc pas pour rien que ce concerto est un des morceaux de Brahms que Rubinstein interprète le plus au cours de sa carrière. C'est d'ailleurs son interprétation de cette pièce en 1904 (il a alors 17 ans) à Madrid qui lui permet d'entamer une carrière en Espagne ; puis, par effet boule de neige, cela lui ouvre une réputation internationale. Rubinstein en fait plusieurs enregistrements tout au long de sa carrière, dont ceux avec le Symphonique de Chicago dirigé par Fritz en 1954 ou avec le Symphonique de Boston/Leinsdorf en 1964, qui sont tous deux d'une qualité indubitable ; mais c'est l'enregistrement réalisé avec le Philharmonique d'Israël sous la baguette de Zubin Mehta en 1976 — la dernière année de sa carrière — qui est souvent considéré, dont par Rubinstein lui-même, comme sa version paroxystique.

### Contacts étroits avec la musique moderne française: Ravel, Debussy, Dukas, Saint-Saëns...
Rubinstein vit à Paris durant une large part de sa vie et rencontre, dès septembre 1904, des compositeurs français : Ravel, Dukas, Saint-Saëns (devant lesquels il joue), etc. Il se lie d'amitié avec Ravel et le voit régulièrement pour jouer en sa compagnie des pièces pour quatre mains ; c'est par ce biais que Rubinstein découvre les pièces de ce compositeur ainsi que celles de Debussy. Il rencontre par la suite des pianistes français de la nouvelle génération dans les années 1920 comme Poulenc ou Milhaud, avec qui il tisse des liens. Mais, au-delà de ces rapports amicaux avec les compositeurs, Rubinstein s'intéresse de près à la musique moderne française pour sa qualité intrinsèque à une époque où, pourtant, bon nombre d'auditeurs et de musiciens rejettent ce répertoire en le jugeant excessivement avant-gardiste,.
Saint-Saëns écoute Rubinstein jouer son Concerto no 2 en 1904 et décrit son interprétation sous des termes très élogieux. De fait, le pianiste se fait un spécialiste de cette pièce qui, particulièrement adaptée à sa personnalité puisque de nature raffinée et courtoise, devient durant la carrière de Rubinstein un de ceux qu'il joue le plus. Il en fera deux enregistrements en 1958 et en 1969, ainsi qu'un troisième très énergique beaucoup plus tôt en 1939 qui fut cependant déclaré insatisfaisant et publié que très tardivement,. L'enregistrement de 1969 (avec Ormandy/Philadelphie) est décrit comme une référence et un des meilleurs de ce morceau. 

### Exploration tardive des pièces de Beethoven
La musique beethovénienne est pendant une grande partie de la vie de Rubinstein un répertoire qu'il joue et explore peu. Il n'incorpore alors dans son répertoires que quelques-unes des Sonates parmi les plus fameuses ainsi que les Concertos no 3 et no 4 ; son premier enregistrement d'une œuvre de Beethoven — la Sonate op. 81a « des Adieux » — ne date d'ailleurs que de fin 1940. 
Une évolution nette se produit cependant après qu'il enregistre en 1956 d'un seul coup les Concertos no 1 à no 5 : dès lors, les œuvres de Beethoven commencent à occuper une place de plus en plus importante dans les représentations et enregistrements du pianiste polonais. C'est ainsi qu'il grave entre 1956 et la fin de sa carrière trois ensembles complets des cinq concertos pour piano du compositeur : un premier avec Krips/Symphony of the Air en 1956, un second avec Leindorf/Symphonique de Boston de 1965 à 1967 et un troisième avec Barenboim/Philharmonique de Londres en 1975 (Rubinstein avait déjà enregistré ces concertos auparavant, mais seulement de manière parcellaire et éclatée).
À côté de ces Concertos, Rubinstein n'enregistre que sept sonates sur les trente-deux que Beethoven a composées — dont certaines le sont plusieurs fois au cours de sa carrière. La toute dernière séance d'enregistrement de la vie du pianiste est d'ailleurs consacrée à l'une d'entre elles (la Sonate 18, op. 31 no 3), en avril 1976 dans un studio de RCA. Il est particulièrement impressionnant de se rendre compte de la vivacité voire de l’espièglerie qui se dégage encore de cet ultime enregistrement — correspondant parfaitement à l'esprit dans lequel Beethoven avait composé ces Sonates — puisque Rubinstein avait alors près de quatre-vingt-dix ans.
Comme bon nombre de ses contemporains (Josef Hoffmann, etc.), Rubinstein s'oppose à l'approche d'Artur Schnabel, pianiste connu en particulier pour avoir été un grand interprète de Beethoven. La limite reste cependant floue entre ce que le pianiste polonais a rejeté de Schnabel et ce qu'il en a tiré comme inspiration : en effet, si ses déclarations sont peu nuancées concernant son désintérêt des interprétations de l'Autrichien, certains (dont le fils d'Artur Schnabel par exemple) semblent remarquer que Rubinstein aurait eu tendance à davantage coller au texte (c'est-à-dire se refuser à prendre des libertés) à partir de la mort de Schnabel en 1951 — ce qui était une des caractéristiques de l'interprète autrichien.   
« Je n'ai jamais été convaincu par la conception intellectuelle et presque pédante d'Artur Schnabel, spécialiste reconnu des [œuvres beethovéniennes] […] On semble oublier que Beethoven fut le premier compositeur que l'on pourrait qualifier de « romantique », ce qui signifie simplement qu'il utilisait son génie créateur pour évoquer dans sa musique son désespoir, ses joies, son sentiment pour la nature, ses crises de rage, et — avant tout — son amour. Grâce à son unique maîtrise, il exprimait toutes ces émotions sous une forme parfaite. Rien ne m'est plus étranger que le terme « classique » lorsqu’on parle de Beethoven »
— Arthur Rubinstein, dans son autobiographie My Many Years,.

### Porte-étendard de Villa-Lobos
Rubinstein découvre un jour de 1920 la musique de Villa-Lobos, au cours d'une de ses tournées en Amérique latine, qui ne bénéficie alors que d'une renommée très confidentielle. Le pianiste est immédiatement subjugué par cette nouvelle façon de composer de la musique qu'il juge si novatrice, vive et captivante. Il se fait à partir de ce moment un des interprètes les plus fidèles de Villa-Lobos, dont il diffuse la musique à travers ses concerts tout autour du globe, et permet au brésilien d'accéder à une carrière internationale — qui triomphe dès lors, en particulier après ses concerts en 1927 à Paris dans la salle Gaveau.
Villa-Lobos, reconnaissant, lui dédie sa plus importante pièce pour piano seul, Rudepoema, que le public appréciera pour « son impact sauvage, sa substance, sa longueur » comme le note le pianiste. Mais le morceau du compositeur qui devient véritablement le plus joué par Rubinstein est la suite Prole do bebê (« Les poupées du bébé »), composée en 1918, dont il jouait souvent la très populaire septième partie en bis au cours de ses concerts. Il laisse un unique enregistrement studio de cette suite, en 1941 avec, en plus, l'interprétation enregistrée qu'il joue lors du fameux concert en octobre 1964 à Moscou.

### Attention très réservée à Bach, Schubert et Haydn
Rubinstein n'enregistre aucune œuvre de Bach au cours de sa carrière, à l'exception du BWV 564 en 1928 arrangé par Busoni. En effet, le pianiste polonais estime beaucoup Busoni (le jugeant loin des jeux inintéressants d'autres pianistes de sa génération) et en joue quelques arrangements — maintenant totalement passés de mode. Rubinstein appréciait ainsi Bach, mais aussi Haydn ou Schubert, sans pour autant beaucoup les jouer ni beaucoup explorer leurs répertoires respectifs — d'une manière bien plus prononcée que pour Mozart.
Cela explique pourquoi il faut remonter aux débuts de la carrière du musicien dans les années 1930 pour retrouver des enregistrements de Bach ou Schubert (à part pour la musique de chambre de ce dernier) ; Rubinstein n'a par ailleurs jamais enregistré d’œuvres de Haydn au cours de sa carrière.

### Hostilité nette vis-à-vis de la musique contemporaine
Rubinstein n'a jamais fait entrer la musique contemporaine dans son répertoire, s'opposant à son caractère cérébral qu'il juge froid et sans émotion. Dans ses mémoires, il va même jusqu’à fustiger que le « refus de l'émotion est devenu le credo de tout le mouvement musical ultramoderne » et s'attriste de fait des créations de compositeurs comme Boulez, Stockhausen, Cage ou Nono. Il juge que cette évolution musicale est la conséquence directe de la Seconde guerre Mondiale et de la guerre froide qui, à travers les tensions internationales et la terreur omniprésente, auraient amené le monde à « dégénér[er] en une hypocrisie universelle ».
« Ma sensibilité artistique est trop vieille pour accepter des choses violentes, d'un progrès violent comme la musique [contemporaine] tout à fait à l'avant-garde. Cette musique qui emploie les électroniques, qui fait un bruit infernal, qui a décidé de ne plus donner de l'émotion, qui ajuste les sonorités ; qui veut faire tout simplement du bon travail sur table. Et une chose qui m'inquiète beaucoup, sur la valeur de ces choses là : [le compositeur] explique trop, la musique dure trop peu. »
— Arthur Rubinstein, interviewé pour l'émission Panorama en 1965.

### Grande proximité avec la culture espagnole
Le pianiste polonais déclare avoir été passionné par l'Espagne dès son plus jeune âge quand il découvrit la musique espagnole. Il n'est donc pas surprenant que, quand Rubinstein voyage pour la première fois dans ce pays en 1915, cette passion initiale se transforme en profond amour pour ce qu'il n'hésite pas à décrire comme le « pays de [ses] rêves ». L'Espagne devient alors quelque part sa patrie de cœur, avec sa Pologne natale, où tout au long de sa carrière ses concerts sont reçus très chaleureusement ; il se lie d'ailleurs d'amitié avec la famille royale.   
Ainsi, Rubinstein est souvent connu, au début de sa carrière, pour ses interprétations de musiques espagnoles. Outre sa grande tournée en 1916 et 1917 dans tout le pays, il est aussi le premier à créer sur scène, en intégrale, l'œuvre Iberia d'Albéniz lors d'un concert en Espagne qui remporte un franc succès.  
Lors de ses tournées dans le pays hispanique, il se lie d'amitié avec bon nombre de compositeurs espagnols. Il fait la connaissance de De Falla durant sa tournée en 1916-17 et les deux musiciens deviennent amis. De Falla lui présente un jour le morceau El amor brujo, sur lequel le compositeur travaille encore et qui n'en est qu'à l'état d'ébauche ; Rubinstein le transpose pour piano, avec l'accord du compositeur, et cette œuvre devient par la suite un bis très populaire du pianiste polonais qu'il utilise au cours de nombre de ses représentations,. De Falla devient rapidement le compositeur espagnol préféré de Rubinstein. C'est aussi durant cette même tournée que Rubinstein rencontre la famille d'Albéniz, alors mort. Après avoir joué devant eux, ils l'encouragent — malgré les réticences initiales du Polonais — à multiplier ses interprétations de pièces espagnoles en concert.
Son répertoire de musique contient ainsi des pièces de De Falla, d'Albéniz, mais aussi de Turina, Granados et Mompou.
« Je reconnais sans honte que cet amour de toujours pour [l'Espagne] s'est développé à partir de ma passion pour le Don Juan et Les Noces de Figaro de Mozart, pour Carmen de Bizet, pour España de Chabrier, pour le Barbier de Séville de Rossini, pour la suite Iberia d'Albéniz, et pour tant d'autres partitions... inspirées par le riche folklore espagnol. »
— Arthur Rubinstein, dans son autobiographie My Young Years.

### Éternelle affection pour les œuvres de Schumann
De la même façon que pour Brahms, Rubinstein découvre les œuvres de Schumann durant sa jeunesse à Berlin. En effet, le protecteur de Rubinstein, Joseph Joachim, était lui-même un ancien ami du compositeur et, grâce à lui, le jeune pianiste polonais fréquente de nombreux musiciens qui avaient côtoyé Robert Schumann ou qui côtoient toujours sa femme, Clara Schumann.
Rubinstein porte pour l'œuvre de Schumann, toute sa vie durant, une grande affection. Les pièces de ce compositeur feront autant partie de ses toutes premières représentations à Berlin dans les années 1900 que de son dernier récital à Londres en 1976. Entre ces deux antipodes, Schumann est au programme des concerts du Polonais un nombre incalculable de fois.
Concernant les enregistrements, Rubinstein ne grave qu'une seule fois les Kreisleriana en 1964, les Fantasiestücke à quatre reprises (deux en concert, deux en studio). Il n'enregistre par ailleurs qu'un seul des trios avec piano, celui en ré mineur au crépuscule de sa carrière en 1972.

### Jugement très mitigé quant à Rachmaninov
Rubinstein éprouve une admiration presque sans borne pour Rachmaninov en tant qu'interprète : le Russe fait ainsi partie des quelques pianistes que Rubinstein loue énormément.
« Quand [Rachmaninov] jouait la musique d'autres compositeurs, il m’impressionnait par l'innovation et l'originalité de ses conceptions. Quand il jouait [des œuvres de] Schumann ou Chopin, même si cela allait à l'opposé de mes propres sentiments, il pouvait me convaincre juste par le simple effet de sa personnalité. Il était le pianiste le plus fascinant d'entre tous depuis Busoni. Il avait le secret de la pierre dorée, vivante, qui vient du cœur. »
— Arthur Rubinstein, dans son autobiographie My Many Years
Cependant, comme beaucoup de ses contemporains, Rubinstein a un tout autre avis à propos des compositions de Rachmaninov, qu'il ne porte pas dans son cœur. 
« [La musique de Rachmaninov souffre d'un] manque de noblesse, qui est l'attribut d'une grande musique, mais il y a [tout de même] une impression sexuelle qui chatouille votre sensibilité musicale […] Selon moi il était plus grand pianiste que compositeur. Je tombe, je dois l'admettre, sous le charme de ses compositions quand je les écoute mais je retourne chez moi avec une pointe de dégoût envers leurs douceurs exprimées avec trop d'affronts. »
— Arthur Rubinstein, dans son autobiographie My Many Years.
Cela explique que les œuvres du compositeur russe aient une place modeste dans le répertoire de Rubinstein. En effet, ce dernier n'enregistre que deux pièces orchestrales : le célèbre Concerto no 2, trois fois (Golschmann/NBC Symphony en 1946, Reiner/Chicago Symphony en 1956 et Ormandy/Philadelphie en 1971), et la Rhapsodie à deux reprises (Susskind/Philadelphie en 1947 et Reiner/Chicago Symphony en 1956). Le pianiste ne grave par ailleurs qu'un seul morceau soliste de Rachmaninov, le fameux Prélude en Ut-dièse mineur — à deux reprises, en 1936 et 1950.

### Autres compositeurs
- Un des plus grands morceaux pour piano de Tchaikovsky est sans doute son Concerto no 1, dédié initialement au pianiste Nikolaï Rubinstein qui ne fut pas convaincu de la composition, déclenchant une querelle entre Tchaikovsky et lui. Bien qu'Arthur Rubinstein n'ait aucun lien de parenté avec Nikolaï, la coïncidence des patronymes le poussa à se sentir muni d'une certaine responsabilité quant à l'interprétation de ce morceau[62].

« Il faut un second Rubinstein pour faire quelque chose, vous savez, une façon de présenter ses excuses pour cette mauvaise conduite de mon homonyme Nikolaï. [Alors], je le fais à mon humble façon. J'essaie de rétablir — je le dis en toute sincérité — rétablir ce morceau [le Concerto no 1] qui est beau. C'est une œuvre de génie pour le piano qui a trop servi, au cours des années, de cheval de bataille à des pianistes qui cherchent seulement à […] [faire] admirer leur force, etc. Faire de la musique, ce n'est pas ça. C'est ce que j'essaie de ne pas faire. »
— Arthur Rubinstein, dans une interview en 1963.
- Rubinstein joue quelques morceaux de Franck, dont son œuvre majeure Prélude, Fugue et Variation. Le pianiste polonais se fait l'expert attitré de cette pièce qui est particulièrement bien adaptée à un récital, et la grave trois fois — en suivant l'avancée technologique des enregistrements : 1945 en 78 tours, 1952 en monaural et 1970 en stéréo[63].
- Le pianiste raconte, à la toute fin de sa vie, avoir découvert et compris Mahler qu'il qualifie de génie[18].
- Rubinstein qualifie, dans les années 1920, le jazz de « Negromania » dans une critique virulente à l'encontre de ce style musical, à l'époque méprisée par beaucoup — ce qui n'empêchera cependant pas le pianiste de prendre ouvertement position dans les années 1960 en faveur des droits civiques des Noirs aux États-Unis[5].

## Rapport avec les autres pianistes et interprètes
Rubinstein confie, à quatre-vingt-dix ans dans ses Mémoires, admirer les pianistes Richter, Gilels, Pollini, Brendel entre autres. À l'inverse, il est plus réservé sur Horowitz, dont il reconnait la virtuosité mais critique le conventionnalisme qui « n'apporte rien de neuf à l'art de la musique ». Néanmoins, au-delà d'une certaine « rivalité » et malgré des tensions périodiques dans leurs relations, les deux artistes s'appréciaient, comme Rubinstein l'écrit dans le tome II de ses Mémoires (Mes longues années : Grande est la vie) ; lui-même se considérait meilleur musicien qu'Horowitz et en était convaincu, mais il concédait à Horowitz d'être meilleur pianiste. Après avoir entendu Horowitz en concert, Rubinstein avait honte de sa propre « négligence des détails » et s'est amélioré, techniquement, en prenant comme modèle le jeu sans faille d'Horowitz.

## Héritage et postérité

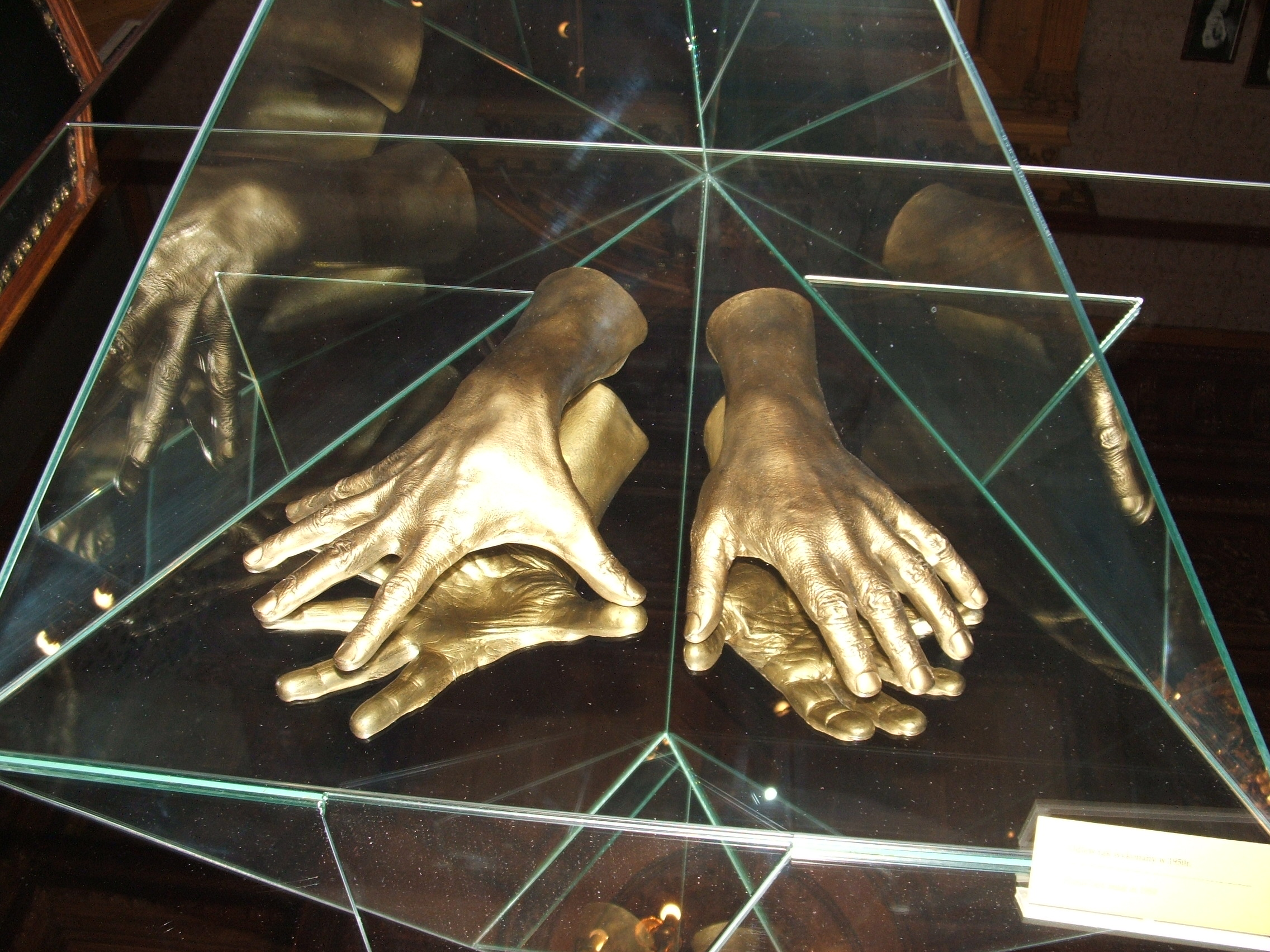
Empreintes des mains du pianiste, conservées au musée de Łódź.

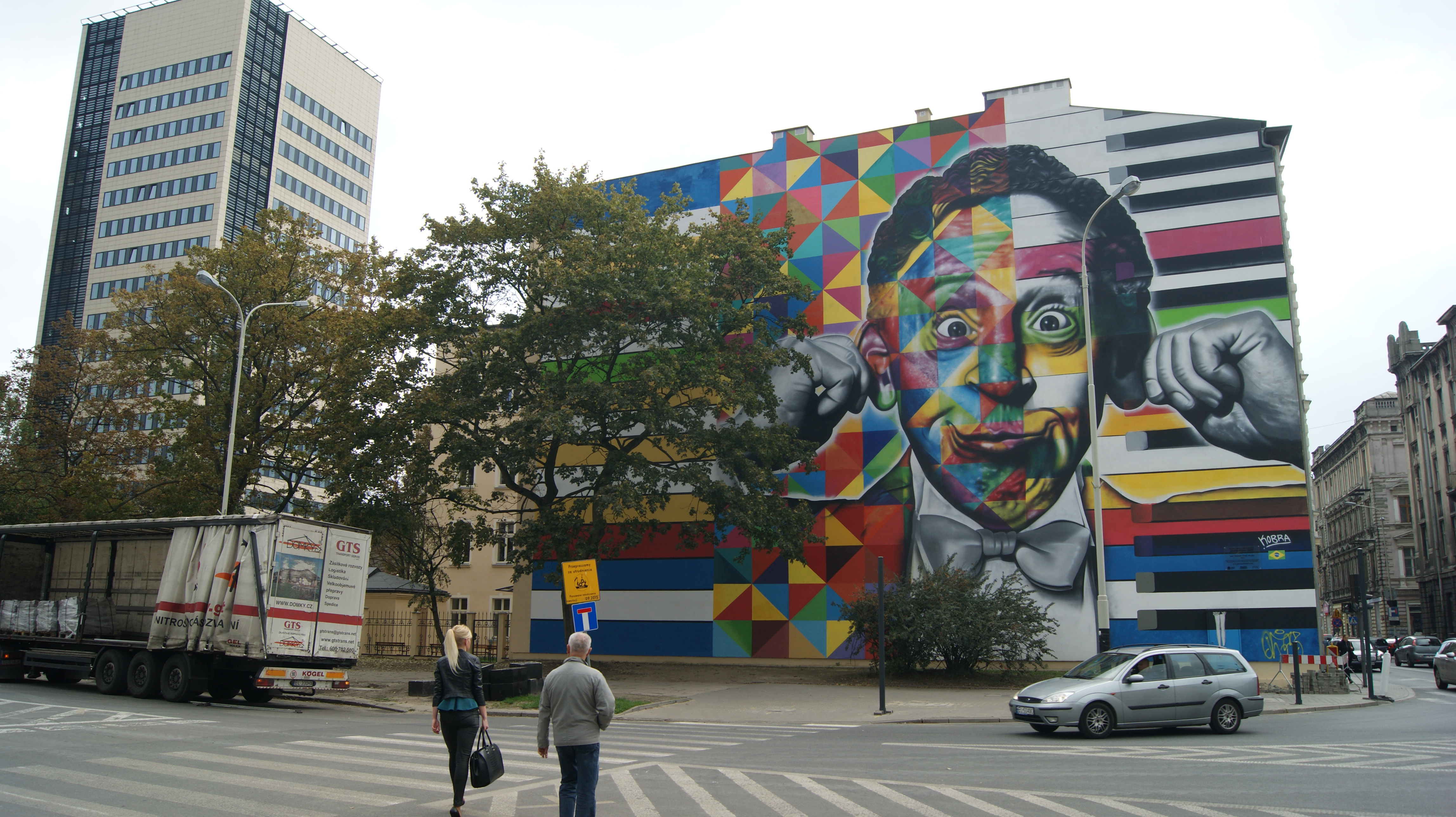
Grande fresque murale en hommage au pianiste à Łódź.

Un mémorial consacré au pianiste est créé en 1984 au Mont Ora, à côté de du Kennedy Memorial. Le lieu, pensé par l'architecte paysagiste Joseph Segall, intègre la pierre tombale du pianiste ainsi qu'un monument en pierre de Israel Hadany — constitué de longs piliers disposés en des angles irréguliers afin de rappeler les touches d'un piano.

Mémorial Arthur Rubinstein
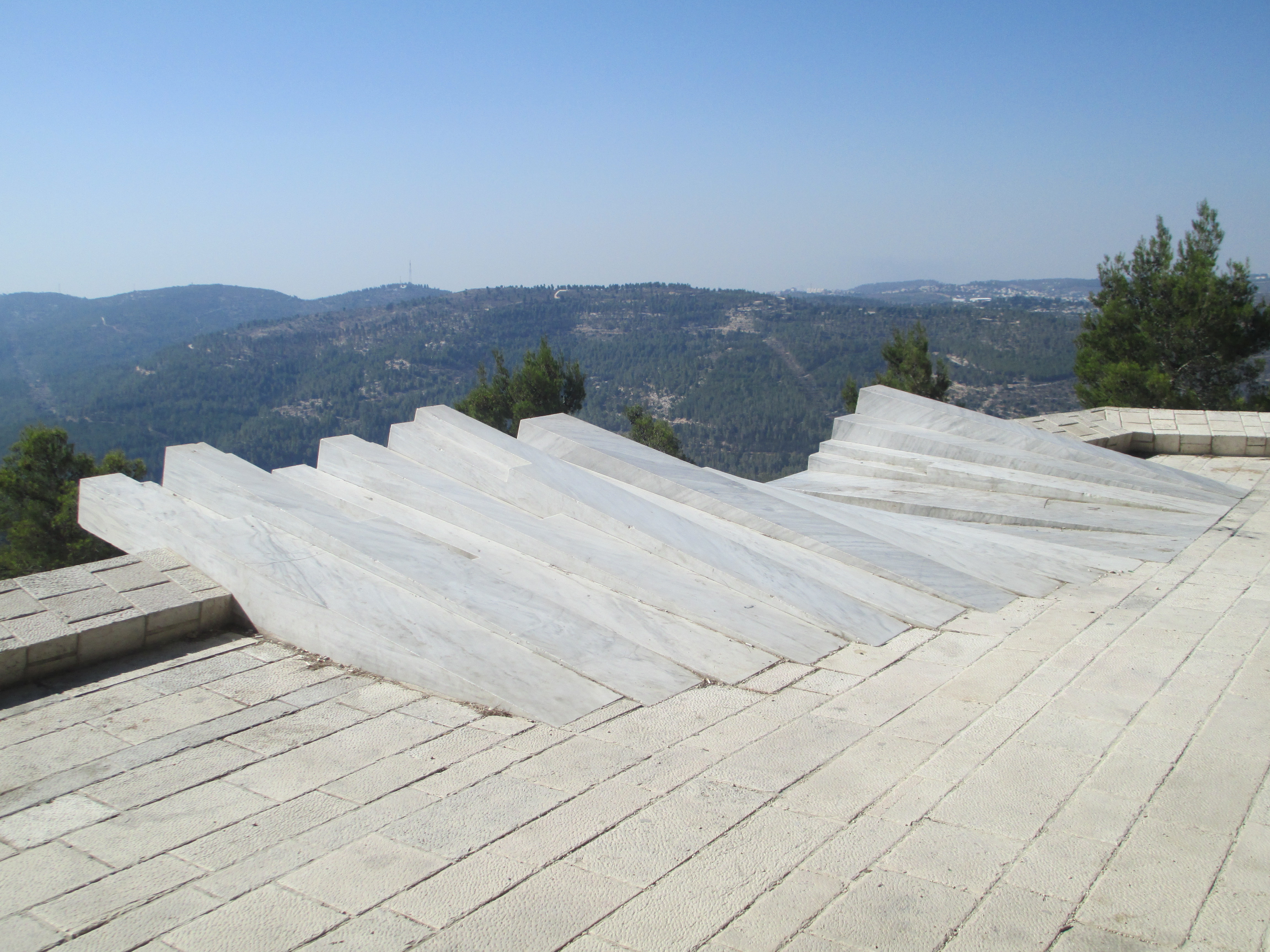
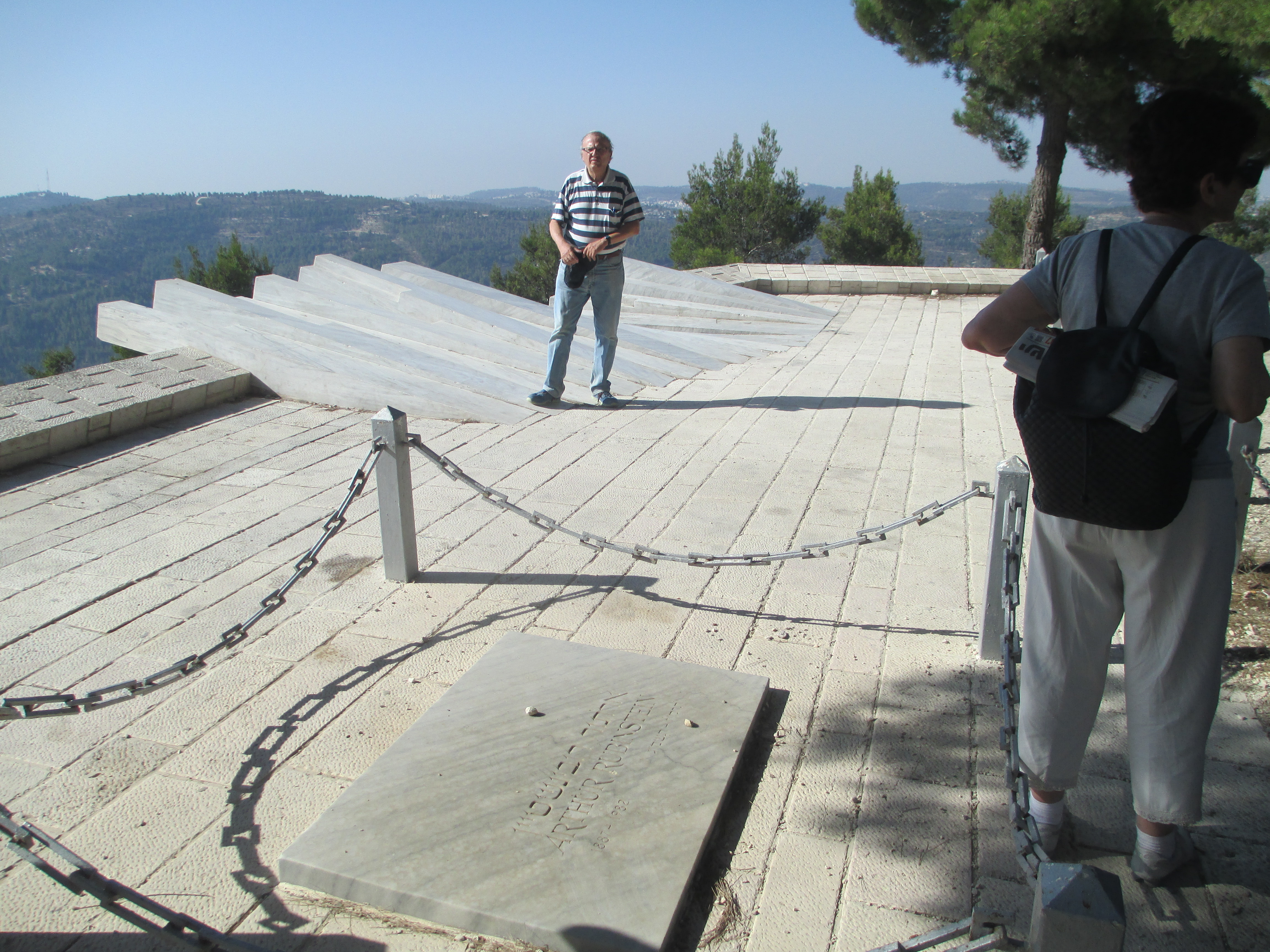
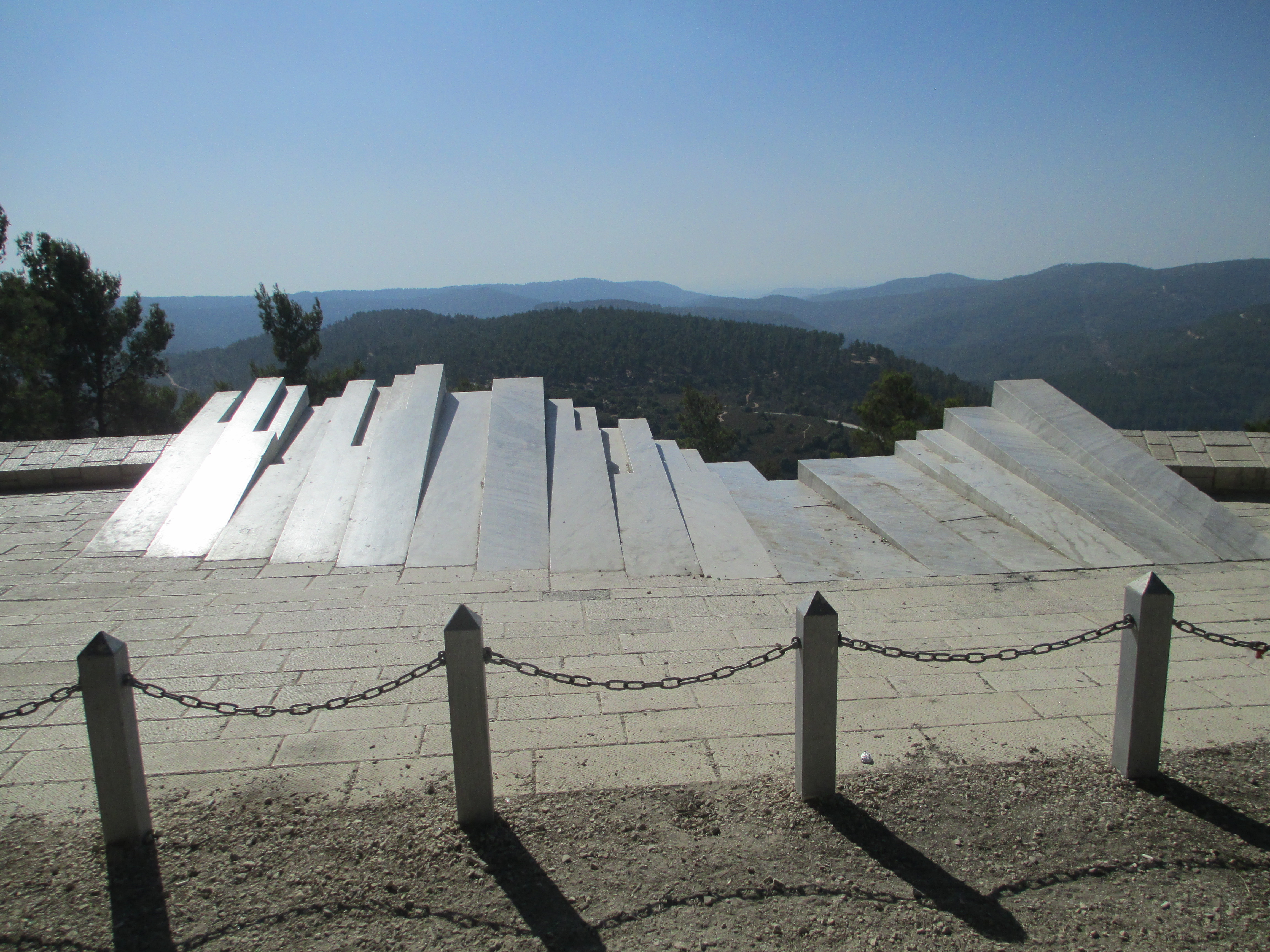

Arthur Rubinstein a donné son nom à deux prestigieux concours de piano qui récompensent de jeunes musiciens talentueux : un premier à Tel-Aviv à partir de 1974, le Concours international de piano Arthur Rubinstein ; et un second à Bydgoszcz en Pologne, le Concours International des Jeunes Pianistes Arthur Rubinstein.
Un orchestre symphonique, le Filharmonia Łódzka im. Artura Rubinsteina, basé dans la ville natale du pianiste polonais, a été renommé à son nom en 1984.
En octobre 2007, la famille de Rubinstein fait don à la Juilliard School de New York d'une vaste collection de manuscrits originaux, de copies manuscrites ainsi que d'éditions publiées qui avaient été saisis par les Allemands durant la Seconde Guerre mondiale dans la résidence parisienne du pianiste. Soixante-et-onze objets avaient été rendus à ses quatre enfants : c'était alors la première fois que des documents de Juifs gardés jusque-là dans la Bibliothèque d'État de Berlin étaient rendus à ses héritiers légitimes.

## Honneurs
Citoyen honoraire de plusieurs villes.
Une variété de tulipes d'origine hollandaise créée en 1971 porte son nom[réf. nécessaire].
Une étoile sur le Hollywood Walk of Fame (au niveau de 1737 Vine Street).
Docteur honoris causa des universités suivantes :
- Université Yale (États-Unis)
- Université de Californie (États-Unis)
- Université Columbia (États-Unis)
- Université de musique Frédéric-Chopin de Varsovie (Pologne).

Grammy Award de la meilleure prestation de musique de chambre :
- Pierre Fournier, Arthur Rubinstein et Henryk Szeryng pour leurs versions de l'intégrale des Trios de Brahms ainsi que du Trio no 1 en ré mineur de Schumann (Grammy Awards de 1975).
- Pierre Fournier, Arthur Rubinstein et Henryk Szeryng pour leurs versions des Trio no 1 en si bémol majeur (op. 99) et Trio no 2 en mi bémol majeur (op. 100) de Schubert (Grammy Awards de 1976) ;

Grammy Award de la meilleure prestation solo sans orchestre (instrumentale) :
- pour ses versions de la Sonate no 21 en do mineur (Waldstein) et de la Sonate no 18 en mi mineur de Beethoven (Grammy Awards de 1960).
- pour ses versions de la Sonate no 18 en mi mineur de Beethoven et des Fantasiestücke (op. 12) de Schumann (Grammy Awards de 1978) ;
- Grammy Award pour l'ensemble de la carrière (1994) ;
- Prix Sonning (1971, Danemark) ;
- membre de l'Académie des Beaux-arts (1971, France)[2]
- Récompense du centre Kennedy (1978, États-Unis) ;
- Entrée au Panthéon (Hall of Fame) de Gramophone (2012)[66].

## Décorations
- Commandeur de l'ordre du Mérite de la République italienne‎ (1971), Italie ;
- Grand officier de la Légion d'honneur (1971), France ;
- Commandeur de l'ordre d'Orange-Nassau (1971), Pays-Bas ;
- Médaille présidentielle de la Liberté, reçue des mains du président Gerald Ford (1er avril 1976, États-Unis) ;
- Officier de l'ordre de Léopold (Belgique) ;
- Chevalier commandeur honoraire (Knight Commanderde honorary) de l'ordre de l'Empire britannique (1977, Grande-Bretagne)[67] ;
- Croix d'officier (Krzyż Oficerski) de l'ordre Polonia Restituta (Pologne) ;
- Membre de l'ordre d'Alphonse X le Sage (Espagne) ;
- Grand officier de l'ordre de Sant'Iago de l'Épée

## Sélection d'enregistrements majeurs
La liste qui suit est une proposition de quelques enregistrements quintessentiels choisis dans la discographie de Rubinstein, par ordre chronologique[réf. souhaitée] : 
- Avec Arturo Toscanini/NBC : Concerto pour piano no 3 de Beethoven (RCA, 1944)
- Avec Alfred Wallenstein/Symphony of the Air : Concerto pour piano no 2 de Saint-Saëns (RCA, 1958)
- Intégrale des Valses de Chopin (RCA, 1963)
- Concert du 1er octobre 1964 à Moscou (disponible en CD chez RCA[68]
- Intégrale des Nocturnes de Chopin (RCA, 1965)
- Intégrale des Mazurkas de Chopin (RCA, 1965 et 1966)
- Avec Zubin Mehta/Philharmonique d'Israël : Concerto no 1 en ré mineur de Brahms (RCA, 1976).
- concerto no 2 de Camille Saint-Saëns pour piano et orchestre, Philadelphia Orchestra dirigé par Eugene Ormandy.